# AZ in het seizoen 2011/12
In het seizoen 2011/12 komt AZ uit in de Eredivisie. Ook doet AZ dit seizoen mee in de toernooien om de KNVB beker en de Europa League. In de KNVB beker werd AZ uitgeschakeld in de halve finale door Heracles Almelo (2-4 na verlenging), terwijl Valencia CF in de kwartfinale van de Europa League te sterk bleek. AZ begon mede vanwege de deelname aan de voorrondes van deze Europa League al op 26 juni aan de voorbereiding op het nieuwe seizoen. Via deze kwalificatierondes wist AZ zich wel voor het hoofdtoernooi van de Europa League te kwalificeren.
Dit seizoen is het tweede van het driejarenplan waarmee AZ gezond gemaakt dient te worden, na het faillissement van hoofdsponsor en eigenaar DSB Bank en DSB Beheer in oktober 2009. Ná seizoen 2012/13 moet AZ volgens plan geheel schuldenvrij zijn en weer op eigen benen kunnen staan. Op 12 maart werd echter bekendgemaakt dat AZ al met ingang van het volgende seizoen schuldenvrij zal zijn en zullen de laatste banden met de curator verbroken worden. Hoewel het salarishuis van de spelersgroep nog niet volledig volgens plan verkleind is, zal hiermee een einde komen aan een zeer bewogen periode voor AZ.

## Selectie

### Eerste Elftal
| No. | Nat.                      | Pos. | Naam                    | C. tot | Mut. |  | No. | Nat.                | Pos. | Naam               | C. tot | Mut. |
| --- | ------------------------- | ---- | ----------------------- | ------ | ---- |  | --- | ------------------- | ---- | ------------------ | ------ | ---- |
| 1   | Vlag van Australië        | D    | Joey Didulica           | 2012   | uit  |  | 23  | Vlag van Nederland  | A    | Roy Beerens        | 2015   | in   |
| 2   | Vlag van Zweden           | V    | Mattias Johansson       | 2016   | in   |  | 24  | Vlag van Nederland  | V    | Erik Schouten      | 2013   |      |
| 3   | Vlag van Nederland        | V    | Dirk Marcellis          | 2014   |      |  | 25  | Vlag van Finland    | V    | Niklas Moisander   | 2014   |      |
| 4   | Vlag van Nederland        | V    | Nick Viergever          | 2014   |      |  | 26  | Vlag van Paraguay   | M    | Celso Ortíz        | 2014   |      |
| 6   | Vlag van Nederland        | V    | Etiënne Reijnen         | 2014   |      |  | 27  | Vlag van Australië  | M    | Brett Holman       | 2012   |      |
| 7   | Vlag van IJsland          | A    | Jóhann Berg Guðmundsson | 2014   |      |  | 28  | Vlag van Finland    | V    | Thomas Lam         | 2016   |      |
| 8   | Vlag van Nederland        | M    | Adam Maher              | 2015   |      |  | 30  | Vlag van Australië  | M    | James Holland      | 2013   | uit  |
| 9   | Vlag van Nederland        | A    | Ruud Boymans            | 2015   |      |  | 31  | Vlag van Finland    | D    | Niki Mäenpää       | 2012   | in   |
| 10  | Vlag van Nederland        | M    | Erik Falkenburg         | 2014   |      |  | 32  | Vlag van Nederland  | V    | Giliano Wijnaldum  | 2013   |      |
| 11  | Vlag van België           | M    | Maarten Martens         | 2014   |      |  | 33  | Vlag van Nederland  | A    | Edwin Gyasi        | 2012   | uit  |
| 14  | Vlag van Estland          | V    | Ragnar Klavan           | 2013   |      |  | 34  | Vlag van Costa Rica | D    | Esteban Alvarado   | 2015   |      |
| 15  | Vlag van Denemarken       | V    | Simon Poulsen           | 2012   |      |  | 35  | Vlag van Nederland  | A    | Charlison Benschop | 2015   |      |
| 16  | Vlag van Zweden           | M    | Pontus Wernbloom        | 2013   | uit  |  | 36  | Vlag van Nederland  | M    | Ali Messaoud       | 2013   |      |
| 17  | Vlag van Verenigde Staten | A    | Jozy Altidore           | 2015   | in   |  | 37  | Vlag van Nederland  | D    | Hobie Verhulst     | 2014   |      |
| 19  | Vlag van IJsland          | A    | Kolbeinn Sigþórsson     | 2012   | uit  |  | 39  | Vlag van Nederland  | M    | Milan Hoek         | 2012   |      |
| 20  | Vlag van Zweden           | M    | Rasmus Elm              | 2013   |      |  | 40  | Vlag van Nederland  | A    | Fernando Lewis     | 2013   |      |
| 21  | Vlag van Nederland        | D    | Erik Heijblok           | 2013   |      |  | 41  | Vlag van Nederland  | V    | Toine van Huizen   | 2012   | uit  |
| 22  | Vlag van Argentinië       | D    | Sergio Romero           | 2013   | uit  |  | 42  | Vlag van Nederland  | A    | Kevin Luckassen    | 2013   |      |

### Technische staf
| Voetbaltechnisch | Voetbaltechnisch             | Voetbaltechnisch | Teamverzorging     | Teamverzorging       | Teamverzorging |
| Naam             | Functie                      | Contract tot     | Naam               | Functie              | Contract tot   |
| ---------------- | ---------------------------- | ---------------- | ------------------ | -------------------- | -------------- |
| Earnest Stewart  | Directeur voetbalzaken       | onbepaald        | Karel Bouwens      | Teammanager          | n.b.           |
| Gertjan Verbeek  | Hoofdtrainer/coach           | 2015             | Joost van der Hoek | Clubarts             | n.b.           |
| Martin Haar      | Assistent trainer            | 2014             | Robbert de Groot   | Inspanningsfysioloog | n.b.           |
| Dennis Haar      | Ass. trainer/coach Jong AZ   | 2014             | Maarten Gozeling   | Hoofd Fysiotherapie  | n.b.           |
| Nick van Aart    | Assistent- en keeperstrainer | 2014             | Johan de Haan      | Fysiotherapeut       | n.b.           |
| Piet Keur        | Spitsentrainer               | 2012             | Jan de Boer        | Verzorger/Masseur    | n.b.           |
| Kees Verver      | Videoanalist                 | n.b.             | Paul Reus          | Materiaalverzorger   | n.b.           |

### A-Jeugd
| Nat.      | Pos. | Naam              | Contract |  | Nat.      | Pos. | Naam              | Contract |
| --------- | ---- | ----------------- | -------- |  | --------- | ---- | ----------------- | -------- |
| Nederland | D    | Joey Potveer      | geen     |  | Nederland | V    | Chavez Mungur     | geen     |
| Nederland | D    | Flynn Jochems     | geen     |  | Nederland | M    | Robert Klaassen   | 2013     |
| Nederland | V    | Jeffrey Ket       | geen     |  | Nederland | M    | Joris van Overeem | 2013     |
| Indonesië | V    | Oliver Rifai      | geen     |  | Nederland | M    | Thom Haye         | 2014     |
| Nederland | V    | Daniel Zuiverloon | geen     |  | Nederland | M    | Lars Nieuwpoort   | geen     |
| Nederland | V    | Paul Kok          | 2014     |  | Nederland | M    | Raymond Gyasi     | geen     |
| Nederland | V    | Paulo Bandeira    | geen     |  | Nederland | A    | Ridgeciano Haps   | geen     |
| Nederland | V    | Wesley Hoedt      | geen     |  | Nederland | A    | Gino van Kessel   | geen     |
| Nederland | V    | Nick Lammers      | geen     |  | Nederland | A    | Terell Ondaan     | 2013     |

## Mutaties
Zomer:

In de zomertransferperiode van het seizoen 2011/12 zijn er flink wat mutaties geweest bij AZ. Enkele spelers uit de eigen jeugd kwamen terug van een verhuurperiode, een aantal spelers vonden emplooi bij andere clubs en ook AZ heeft niet stil gezeten deze periode en een paar nieuwe spelers gekocht. Een van deze spelers uit de eigen jeugd, Wouter de Vogel, maakte een goed seizoen door als huurling bij satellietclub Telstar maar had een aflopend contract. Ondanks pogingen van AZ om hem te behouden, besloot hij zijn carrière voort te zetten bij ADO Den Haag, waarnaar hij transfervrij kon vertrekken. Milan Hoek kreeg in de voorbereiding een kans om een nieuw contract bij AZ af te dwingen, wat hem ook lukte.

Vóór het seizoen op 1 juli officieel begon, was het al behoorlijk rumoerig rondom transfers bij AZ. Zo zou Héctor Moreno tekenen bij Espanyol en besloot Stijn Schaars zijn carrière bij Sporting Lissabon voort te zetten, in plaats van bij PSV, waar hij aanvankelijk naartoe leek te verhuizen. Ruud Boymans kwam als vervanger van de vertrokken Graziano Pellè over van VVV-Venlo. Gedurende deze periode werden de geruchten rondom een vertrek van Kolbeinn Sigthórsson naar Ajax steeds sterker, maar op 1 juli was deze transfer nog niet rond waardoor hij ook in seizoen 2011/12 een plek in de selectie toebedeeld kreeg. Vier dagen later vertrok Sigthórsson alsnog naar Ajax. Ook werd de transfer van Nick van der Velden naar N.E.C. op de laatste dag van seizoen 2010/11 bekendgemaakt.

AZ probeerde deze transferperiode tevergeefs Steve De Ridder van De Graafschap en Roy Beerens van sc Heerenveen te halen, maar beide rechtsbuitens bleken te duur. Ook stagiair Rajiv van La Parra wist geen contract af te dwingen, waardoor de zoektocht naar een rechtsbuiten voort duurt. Ondertussen werd wel spits Jozy Altidore aan de selectie toegevoegd, als vervanger van Sigthórsson. Onderhandelingen met Kalmar FF voor de komst van rechtsback Mattias Johansson verliepen moeizaam en hij zou dan ook niet voor 1 september de overstap naar AZ maken.

Nadat ook een transfer van Wesley Verhoek van ADO Den Haag onhaalbaar bleek, kwam AZ weer terug bij Roy Beerens, die op 16 augustus gecontracteerd werd. Tegelijkertijd gingen er geruchten over een transfer van Sergio Romero naar serie B club UC Sampdoria, na het stuklopen van de transfer naar AS Roma en de Argentijn zich na zijn vakantie niet op de afgesproken dag bij de club meldde. Hij kreeg hierop tot 1 september vrijaf om een nieuwe club te vinden, wat uiteindelijk inderdaad Sampdoria werd. Een transfer van Niklas Moisander naar PSV ketste af op de vraagprijs van AZ (naar verluidt 5 miljoen euro). De clubloze en daardoor transfervrije Finse keeper Niki Mäenpää werkte in augustus en september een succesvolle stage bij AZ af en tekende een contract voor één seizoen.

Winter:

De wintertransferperiode startte met geruchten rondom Robbert Schilder, spelend bij NAC Breda. Zowel FC Twente als AZ wilde hem graag inlijven, maar beide clubs vielen over de vraagprijs. Waar iedereen een transfer verwachtte van Simon Poulsen of Brett Holman, beiden met een aflopend contract, bleef het stil rond het tweetal. Een andere speler met een aflopend contract, Johann Berg Gudmundsson, blijft langer bij de club. De optie in zijn contract werd door AZ gelicht, waardoor hij nu tot medio 2014 vastligt. Onverwacht was er wel interesse voor de Zweed Pontus Wernbloom, waarna AZ en CSKA Moskou er snel samen uitkwamen. De deal, waar een bedrag van rond de 3 miljoen euro mee gemoeid is, werd op 19 januari wereldkundig gemaakt.

In de tussentijd werkte James Holland een succesvolle stage af bij FK Austria Wien en kreeg daar een contract aangeboden. Ook Toine van Huizen wist een nieuwe club te vinden in de naam van Sparta Rotterdam. Beide spelers, bij AZ in een uitzichtloze positie, maakten per direct de overstap naar hun nieuwe clubs. De geruchten rondom de overgang van de Zweedse verdediger Mattias Johansson van Kalmar FF laaiden enkele dagen voor het verstrijken van de transferdeadline weer op. De overgang werd nu wel beklonken en hij werd op 27 januari door AZ gepresenteerd.

Trainer/coach Verbeek en doelman Verhulst verlengden na deze transferperiode hun contract, terwijl de talentvolle verdediger Lam zijn eerste profcontract tekende (respectievelijk tot 2015, 2014 en 2016).

### Aangetrokken
| No. | Nationaliteit    | Positie      | Naam               | Vorige club             |
| --- | ---------------- | ------------ | ------------------ | ----------------------- |
| 2   | Zweden           | Verdediger   | Mattias Johansson* | Kalmar FF               |
| 9   | Nederland        | Aanvaller    | Ruud Boymans       | VVV-Venlo               |
| 17  | Verenigde Staten | Aanvaller    | Jozy Altidore      | Villarreal              |
| 23  | Nederland        | Aanvaller    | Roy Beerens        | sc Heerenveen           |
| 30  | Australië        | Middenvelder | James Holland      | Sparta, was verhuurd    |
| 31  | Finland          | Doelman      | Niki Mäenpää       | clubloos                |
| 33  | Nederland        | Aanvaller    | Edwin Gyasi        | Telstar, was verhuurd   |
| 39  | Nederland        | Middenvelder | Milan Hoek         | Telstar, was verhuurd   |
| --  | Nederland        | Aanvaller    | Terell Ondaan      | Ajax                    |
| --  | Nederland        | Verdediger   | Milano Koenders    | NAC Breda, was verhuurd |

### Doorgestroomd uit de jeugdopleiding
| No. | Nationaliteit | Positie      | Naam            | Vorige club |
| --- | ------------- | ------------ | --------------- | ----------- |
| 28  | Nederland     | Verdediger   | Thomas Lam      | AFC         |
| 33  | Nederland     | Aanvaller    | Edwin Gyasi     | Telstar     |
| 39  | Nederland     | Middenvelder | Milan Hoek      | Telstar     |
| 40  | Nederland     | Aanvaller    | Fernando Lewis  | HFC Haarlem |
| 42  | Nederland     | Aanvaller    | Kevin Luckassen | AFC         |

### Verhuurd
| No. bij AZ | Nationaliteit | Positie      | Naam            | Verhuurd aan | Contract |
| ---------- | ------------- | ------------ | --------------- | ------------ | -------- |
| --         | Nederland     | Verdediger   | Milano Koenders | NAC Breda    | 2012     |
| jeugd      | Nederland     | Middenvelder | Sead Mazreku    | Telstar      | 2012     |

### Vertrokken
| No. bij AZ   | Nationaliteit | Positie      | Naam                 | Nieuwe club       | C. tot | Type              |
| ------------ | ------------- | ------------ | -------------------- | ----------------- | ------ | ----------------- |
| 1            | Australië     | Doelman      | Joey Didulica        | n.v.t.            | 2012   | Gestopt           |
| 4            | Mexico        | Verdediger   | Héctor Moreno        | Espanyol          | 2014   | Transfer          |
| 8            | Nederland     | Middenvelder | Stijn Schaars        | Sporting Lissabon | 2012   | Transfer          |
| 16           | Zweden        | Middenvelder | Pontus Wernbloom*    | CSKA Moskou       | 2013   | Transfer          |
| 19           | IJsland       | Aanvaller    | Kolbeinn Sigthórsson | Ajax              | 2012   | Transfer          |
| 22           | Argentinië    | Doelman      | Sergio Romero        | UC Sampdoria      | 2013   | Transfer          |
| 23           | Nederland     | Verdediger   | Nick van der Velden  | N.E.C.            | 2012   | Vrije transfer    |
| 29           | Italië        | Aanvaller    | Graziano Pellè       | Parma FC          | 2012   | Transfer          |
| 30           | Australië     | Middenvelder | James Holland*       | Austria Wien      | 2013   | Vrije transfer    |
| 31           | Brazilië      | Verdediger   | Rámon                | n.v.t.            | 2011   | Vrije transfer    |
| 33           | Nederland     | Verdediger   | Gijs Luirink         | Sparta Rotterdam  | 2011   | Vrije transfer    |
| 33           | Nederland     | Aanvaller    | Edwin Gyasi          | De Graafschap     | 2012   | Vrije transfer    |
| 39           | Nederland     | Aanvaller    | Mitchell te Vrede    | Excelsior         | 2011   | Aflopend contract |
| 40           | Nederland     | Middenvelder | Roland Alberg        | Excelsior         | 2011   | Vrije transfer    |
| 41           | Nederland     | Verdediger   | Toine van Huizen*    | Sparta Rotterdam  | 2012   | Transfer          |
| was verhuurd | Nederland     | Aanvaller    | Wouter de Vogel      | ADO Den Haag      | 2011   | Aflopend contract |
| was verhuurd | Nederland     | Doelman      | Boy Waterman         | Alemannia Aachen  | 2011   | Vrije transfer    |
| was verhuurd | Nederland     | Aanvaller    | Kevin Brands         | Telstar           | 2011   | Vrije transfer    |
| was verhuurd | Nederland     | Verdediger   | Gill Swerts          | Feyenoord         | 2012   | Vrije transfer    |
| was verhuurd | IJsland       | Aanvaller    | Ólafur Karl Finsen   | Stjarnan Garðabær | 2011   | Vrije transfer    |
| was verhuurd | Nederland     | Verdediger   | Mike Boelee          | n.v.t.            | 2011   | Vrije transfer    |
| was verhuurd | Nederland     | Verdediger   | Jeroen Tesselaar     | St. Mirren FC     | 2011   | Vrije transfer    |
| was verhuurd | Estland       | Verdediger   | Marek Kaljumäe       | n.v.t.            | 2011   | Vrije transfer    |
| was verhuurd | Nederland     | Middenvelder | Ilias Haddad         | St. Mirren FC     | 2011   | Vrije transfer    |
| was verhuurd | Nederland     | Aanvaller    | Furdjel Narsingh     | FC Zwolle         | 2011   | Vrije transfer    |
| was verhuurd | Zweden        | Aanvaller    | Zlatan Kristanovic   | n.v.t.            | 2011   | Vrije transfer    |
| jeugd        | Nederland     | Verdediger   | Emre Bilgin          | Telstar           | geen   | Vrije transfer    |
| jeugd        | Nederland     | Doelman      | Wesley Zonneveld     | Telstar           | geen   | Vrije transfer    |
| jeugd        | Nederland     | Verdediger   | Guido Moelee         | vv Noordwijk      | geen   | Vrije transfer    |

* De transfer van deze speler vond plaats tijdens de winter transfer window, die op 1 januari 2012 inging.

## Seizoensverloop

### Voorbereiding
AZ start de voorbereiding op het seizoen 2011/12 op zondag 26 juni 2011. Tijdens deze voorbereiding zullen de jeugdspelers Kevin Luckassen, Fernando Lewis, Thomas Lam, Robert Klaasen en Joey Potveer meetrainen met het eerste om zich zo in de kijker te spelen bij de technische staf en een plaats af te dwingen in de selectie voor het nieuwe seizoen. Lewis en Luckassen kregen hierop een plaats in de selectie toebedeeld, terwijl A-junioren Lam, Klaasen en Potveer ondanks de toewijzing van een rugnummer (respectievelijk 28, 29 en 31) nog een jaar in de jeugd zullen spelen. Niet heel veel later besloot Verbeek Lam alsnog naar de selectie over te hevelen. Op 1 juli werd de eerste wedstrijd van het nieuwe seizoen tegen het regioteam FC Niedorp met 10-0 gewonnen.

Van 7 tot 10 juli hield AZ een trainingskamp in Zeeland en speelde tijdens dit trainingskamp, met stagiair Rajiv van La Parra in de ploeg, tegen de Belgische ploegen van KSK Maldegem en KVC Westerlo. Hierna stonden wedstrijden tegen Hollandia, MVV en AGOVV en het Turkse Kayserispor op het programma. AZ sloot op 31 juli de voorbereiding met een 1-0-overwinning ongeslagen af tegen het Griekse Ergotelis FC. AZ won tussendoor haar eerste officiële wedstrijd van het seizoen voor de derde Europa League voorronde op 28 juli thuis tegen het Tsjechische Jablonec.

### Tot de winterstop

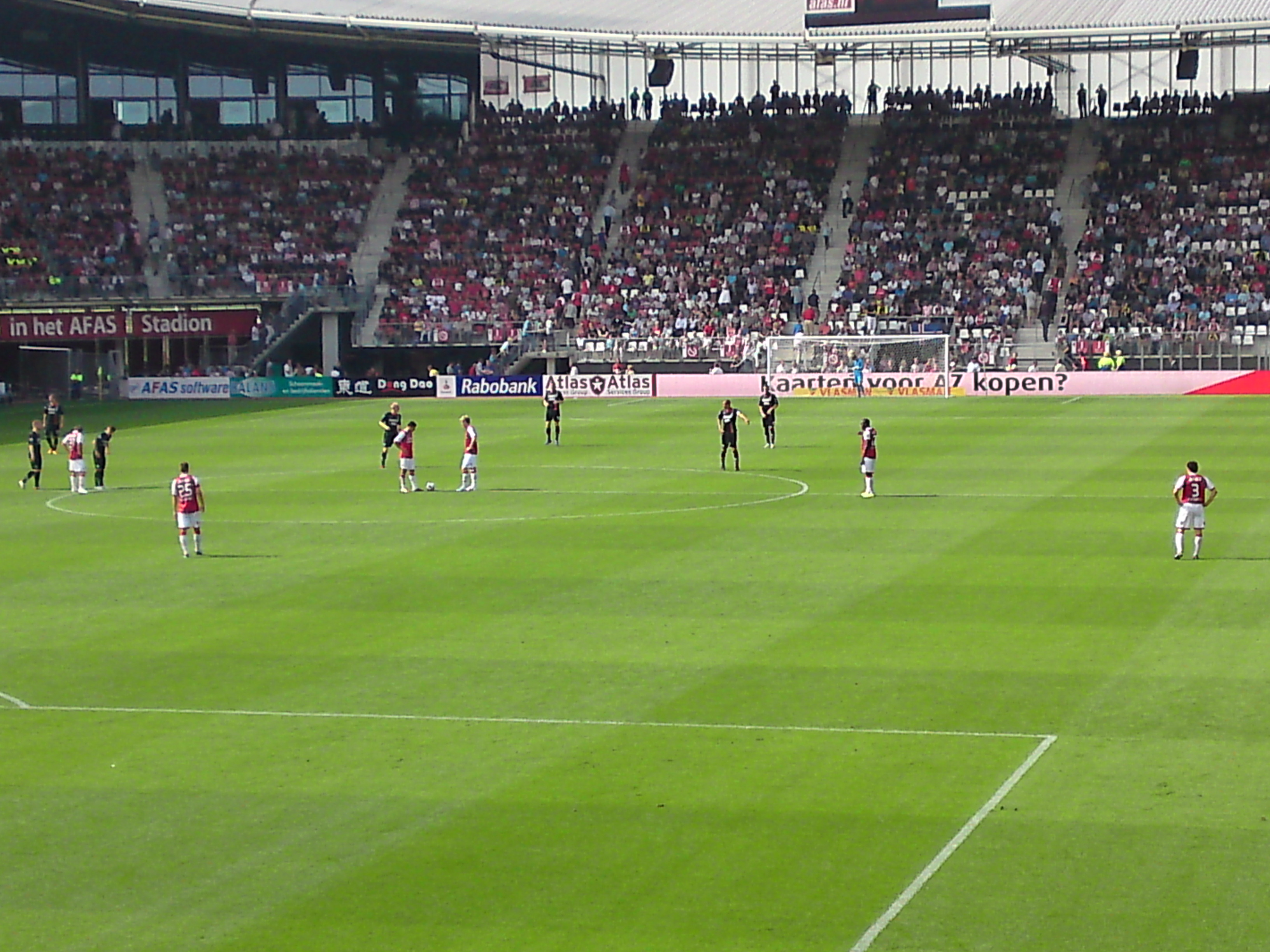
De spelers staan klaar voor de aftrap van AZ - NEC

AZ begon het seizoen uitstekend. De eerste competitiewedstrijd werd thuis tegen titelpretendent PSV winnend afgesloten waarmee duidelijk werd dat AZ ook dit seizoen een ploeg is om rekening mee te houden. In de tweede speelronde werd er uit tegen FC Twente nog verloren, maar nadien verloor AZ tot en met speelronde zeven geen punten meer, met een indrukwekkend doelsaldo van 15 voor en 2 tegen in de vijf wedstrijden die volgden op de nederlaag tegen Twente tot gevolg. AZ werd met deze resultaten voor het eerst sinds ruim twee jaar weer koploper in de Eredivisie. Tussendoor werd Aalesunds FK uit Noorwegen nog met 6-0 opzij gezet waarmee AZ het hoofdtoernooi van de Europa League bereikte en deze campagne met een 4-1-overwinning op Malmö FF voortvarend begon. Ook werd de derde ronde van de KNVB Beker bereikt na een moeizame 4-2-overwinning thuis op FC Groningen.

Uiteindelijk bleef AZ tot de nederlaag bij sc Heerenveen 11 competitiewedstrijden ongeslagen. In totaal, met beker- en Europese wedstrijden meegerekend, komt AZ zelfs tot een reeks van 19 ongeslagen wedstrijden. Mede hierdoor doet AZ ook na de winterstop op drie fronten mee en gaat AZ zelfs als winterkampioen de winterstop in. De eerste seizoenshelft eindigde desondanks in mineur nadat een Ajax-supporter AZ-doelman Esteban aanviel in de bekerwedstrijd tegen Ajax, Esteban rood kreeg, Verbeek zijn spelers van het veld haalde en deze wedstrijd hierop gestaakt werd. Deze wedstrijd zou direct na de winterstop overgespeeld worden.

### Vanaf de winterstop
Hoewel de hervatting uitermate goed begon voor AZ met de eerste uitoverwinning bij Ajax sinds 31 jaar, kenmerkte deze periode voor AZ vooral de wisselvalligheid waar de hele Eredivisie dit seizoen last van lijkt te hebben. Zo werd de lijn van december doorgezet. Goede wedstrijden (Ajax uit en thuis, ADO uit en tweemaal Anderlecht) werden afgewisseld met slechte (Roda uit en Utrecht uit) waardoor de opgebouwde voorsprong aan kop verdampte. Door de eveneens wisselvallige prestaties van de concurrentie doet AZ medio maart desalniettemin nog volop mee in de strijd om het landskampioenschap en werd daarnaast de halve finale van de beker en de achtste finale van de Europa League behaald. In dit laatste toernooi strandde AZ uiteindelijk in de kwartfinale tegen Valencia CF (5-2 over twee wedstrijden), terwijl in de halve finale van de KNVB beker werd verloren van Heracles Almelo (2-4 na verlenging). Dit bleek overigens de enige thuisnederlaag van het seizoen te zijn geweest.

Eind maart kwam de klad erin bij AZ. Tegen NAC Breda werd thuis gelijkgespeeld, in de beker werd AZ uitgeschakeld, terwijl maar nipt met 1-0 van RKC Waalwijk werd gewonnen. In de toppers tegen FC Twente, PSV en Feyenoord werd maar één punt behaald (tegen FC Twente thuis werd het 2-2), terwijl de uitwedstrijden tegen Vitesse en N.E.C. beiden in een gelijkspel eindigden. Het enige lichtpuntje was de thuiswedstrijd tegen Valencia, die knap met 2-1 werd gewonnen. AZ zakte door deze slechte serie van de eerste plaats na speelronde 27 naar plaats vijf na speelronde 33. Mede door het resultaat op andere velden kon het seizoen toch positief afgesloten worden door de winst op FC Groningen, waardoor AZ met de behaalde vierde plaats ook volgend seizoen verzekerd zal zijn van Europees voetbal.

## Wedstrijdverslagen

### Vriendschappelijk
| |                                                                 |        | | |
| 1 juli 2011, 19:00 | FC Niedorp                                                      | 0 - 10 | AZ | : Klavan, Moisander |
| Sportcomplex Nieuwe Niedorp, Nieuwe Niedorp 3.000 toeschouwers Scheidsrechter: Te Kloeze Voorbereiding seizoen 2011/12 |                                                                 |        | '27 Messaoud '28 Gyasi '34 Luckassen '39 Reijnen '46 Martens '50 Benschop '59 Wernbloom '70 Boymans (pen.) '73 Holman '88 Boymans | Opstelling AZ eerste helft: Erik Heijblok; Toine van Huizen, Etiënne Reijnen, Ragnar Klavan, Giliano Wijnaldum, James Holland, Erik Falkenburg, Celso Ortiz; Ali Messaoud, Kevin Luckassen, Edwin Gyasi Opstelling AZ tweede helft: Esteban Alvarado; Dirk Marcellis, Niklas Moisander, Nick Viergever, Simon Poulsen; Pontus Wernbloom, Maarten Martens, Adam Maher; Charlison Benschop, Ruud Boymans, Brett Holman Toegepaste Wissels AZ: '21 Giliano Wijnaldum Erik Schouten                                                                           |
| Bijzonderheden: |                                                                 |        | | |
| |                                                                 |        | | |
| 5 juli 2011, 19:00 | Zaanse selectie                                                 | 1 - 6  | AZ | : Moisander, Maher |
| Sportpark Kalverhoek, Wijdewormer 2.000 toeschouwers Scheidsrechter: D’Onorio Voorbereiding seizoen 2011/12 | Bozkurt 80' Bozkurt Van Noort                                   |        | '15 Supusepa (e.d.) '41 Holman '52 Reijnen '79 Messaoud '89 Messaoud '90 Messaoud                                                 | Opstelling AZ eerste helft: Esteban Alvarado; Dirk Marcellis, Niklas Moisander, Ragnar Klavan, Simon Poulsen; Erik Falkenburg, Rasmus Elm, Maarten Martens; Charlison Benschop, Ruud Boymans, Brett Holman Opstelling AZ tweede helft: Erik Heijblok; Milan Hoek, Etiënne Reijnen, Nick Viergever, Giliano Wijnaldum; Pontus Wernbloom, Adam Maher, Ali Messaoud; Rajiv van la Parra, Kevin Luckassen, Celso Ortiz |
| Bijzonderheden: |                                                                 |        | | |
| |                                                                 |        | | |
| 7 juli 2011, 19:00 | KSK Maldegem                                                    | 0 - 6  | AZ | : Klavan, Martens |
| Maurice De Waelestadion, Maldegem - toeschouwers Scheidsrechter: De Meulemeester Voorbereiding seizoen 2011/12 |                                                                 |        | '7 Holman '37 Falkenburg '39 Holman '42 Van la Parra '45 Falkenburg '83 Luckassen                                                 | Opstelling AZ eerste helft: Esteban Alvarado; Dirk Marcellis, Etiënne Reijnen, Ragnar Klavan, Simon Poulsen; Erik Falkenburg, Pontus Wernbloom, Adam Maher; Rajiv van la Parra, Ruud Boymans, Brett Holman Opstelling AZ tweede helft: Hobie Verhulst; Milan Hoek, Erik Schouten, Thomas Lam, Celso Ortiz; Robert Klaasen, James Holland, Maarten Martens; Edwin Gyasi, Kevin Luckassen, Fernando Lewis |
| Bijzonderheden: |                                                                 |        | | |
| |                                                                 |        | | |
| 9 juli 2011, 15:30 | KVC Westerlo                                                    | 1 - 1  | AZ | : Moisander |
| De Taeye Stadion, Knokke - toeschouwers Scheidsrechter: - Voorbereiding seizoen 2011/12 | Corstjens 48'                                                   |        | '30 Viergever | Basisopstelling AZ: Esteban Alvarado; Dirk Marcellis, Niklas Moisander, Nick Viergever, Simon Poulsen; Rasmus Elm, Pontus Wernbloom, Maarten Martens; Charlison Benschop, Ruud Boymans, Brett Holman Toegepaste Wissels AZ: '46 Nick Viergever Ragnar Klavan '46 Rasmus Elm Adam Maher '46 Pontus Wernbloom Erik Falkenburg '46 Charlison Benschop Rajiv van la Parra '46 Ruud Boymans Kevin Luckassen '62 Brett Holman Johann Berg Gudmundsson |
| Bijzonderheden: |                                                                 |        | | |
| |                                                                 |        | | |
| 12 juli 2011, 19:00 | HVV Hollandia                                                   | 0 - 3  | AZ | : Elm, Moisander |
| Sportpark Julianapark, Hoorn - toeschouwers Scheidsrechter: D’Onorio Voorbereiding seizoen 2011/12 |                                                                 |        | '5 Boymans '13 Falkenburg '29 Falkenburg Wijnaldum                                                                                | Opstelling AZ eerste helft: Esteban Alvarado; Dirk Marcellis, Etiënne Reijnen, Nick Viergever, Simon Poulsen; Erik Falkenburg, Rasmus Elm, Pontus Wernbloom; Rajiv van la Parra, Ruud Boymans, Brett Holman Opstelling AZ tweede helft: Erik Heijblok; Milan Hoek, Niklas Moisander, Giliano Wijnaldum, Celso Ortiz; Erik Falkenburg, Adam Maher, Pontus Wernbloom; Charlison Benschop, Ruud Boymans, Johann Berg Gudmundsson Toegepaste Wissels AZ: '61 Erik Falkenburg Ali Messaoud '61 Pontus Wernbloom James Holland '61 Ruud Boymans Kevin Luckassen |
| Bijzonderheden: |                                                                 |        | | |
| |                                                                 |        | | |
| 16 juli 2011, 17:00 | AZ                                                              | 4 - 0  | MVV Maastricht | : Moisander |
| Sportpark Kleine Sluis, Anna Paulowna - toeschouwers Scheidsrechter: Gözübüyük Voorbereiding seizoen 2011/12 | Moisander 26' Holman 29' Martens 67' Benschop 72'               |        | '90 Knops | Basisopstelling AZ: Esteban Alvarado; Dirk Marcellis, Niklas Moisander, Nick Viergever, Simon Poulsen; Pontus Wernbloom, Maarten Martens, Rasmus Elm; Charlison Benschop, Ruud Boymans, Brett Holman Toegepaste Wissels AZ: '65 Nick Viergever Etiënne Reijnen '65 Rasmus Elm Adam Maher '73 Pontus Wernbloom Erik Falkenburg '73 Brett Holman Johann Berg Gudmundsson '80 Ruud Boymans Kevin Luckassen |
| Bijzonderheden: |                                                                 |        | | |
| |                                                                 |        | | |
| 19 juli 2011, 19:00 | AZ                                                              | 5 - 0  | AGOVV Apeldoorn | : Moisander, Martens |
| Sportcomplex 't Lood, Alkmaar - toeschouwers Scheidsrechter: Ketting Voorbereiding seizoen 2011/12 | Messaoud 24' Messaoud 32' Falkenburg 43' Holman 68' Martens 73' |        | Santos | Opstelling AZ eerste helft: Esteban Alvarado; Dirk Marcellis, Niklas Moisander, Nick Viergever, Simon Poulsen; Erik Falkenburg, Ali Messaoud, Rasmus Elm; Fernando Lewis, Kevin Luckassen, Celso Ortiz Opstelling AZ tweede helft: Erik Heijblok; Toine van Huizen, Etiënne Reijnen, Ragnar Klavan, Giliano Wijnaldum; Pontus Wernbloom, Maarten Martens, Adam Maher; Johann Berg Gudmundsson, Charlison Benschop, Brett Holman |
| Bijzonderheden: |                                                                 |        | | |
| |                                                                 |        | | |
| 23 juli 2011, 17:00 | AZ                                                              | 3 - 0  | Kayserispor | : Moisander, - |
| AFAS Stadion, Alkmaar 7.131 toeschouwers Scheidsrechter: Bossen Voorbereiding seizoen 2011/12 | Boymans 7' Elm 32' Reijnen 79'                                  |        | Eker '85 Eker | Basisopstelling AZ: Esteban Alvarado; Dirk Marcellis, Niklas Moisander, Nick Viergever, Simon Poulsen; Pontus Wernbloom, Maarten Martens, Rasmus Elm; Charlison Benschop, Ruud Boymans, Brett Holman Toegepaste Wissels AZ: '46 Nick Viergever Ragnar Klavan '46 Charlison Benschop Johann Berg Gudmundsson '60 Rasmus Elm Adam Maher '60 Pontus Wernbloom Erik Falkenburg '68 Ruud Boymans Kevin Luckassen '68 Brett Holman Celso Ortiz '77 Niklas Moisander Etiënne Reijnen                                                                             |
| Bijzonderheden: |                                                                 |        | | |
| |                                                                 |        | | |
| 31 juli 2011, 17:00 | AZ                                                              | 1 - 0  | Ergotelis FC | : Moisander, Maher |
| Sportpark Kleine Sluis, Anna Paulowna 500 toeschouwers Scheidsrechter: Gözübüyük Voorbereiding seizoen 2011/12 | Ortiz 16' Wijnaldum 32' Wernbloom 79'                           |        | Oliséh Romano Sarris Dadómo '68 Shashiashvili                                                                                     | Opstelling AZ eerste helft: Esteban Alvarado; Dirk Marcellis, Niklas Moisander, Ragnar Klavan, Simon Poulsen; Erik Falkenburg, Rasmus Elm, Maarten Martens; Johann Berg Gudmundsson, Charlison Benschop, Celso Ortiz Opstelling AZ tweede helft: Erik Heijblok; Toine van Huizen, Etiënne Reijnen, Ragnar Klavan, Giliano Wijnaldum; Erik Falkenburg, Adam Maher, Pontus Wernbloom; Johann Berg Gudmundsson, Kevin Luckassen, Celso Ortiz |
| Bijzonderheden: |                                                                 |        | | |
| |                                                                 |        | | |
| 11 januari 2012, 15:00 | AZ                                                              | 1 - 2  | Werder Bremen | : Moisander, Klavan |
| Trainingskamp Belek 200 toeschouwers Scheidsrechter: Yonov * Trainingskamp winter 2012 | Elm (pen.) 40' Marcellis Klavan                                 |        | '45 Ekici '48 Prödl | Opstelling AZ eerste helft: Esteban Alvarado; Etiënne Reijnen, Niklas Moisander, Nick Viergever, Simon Poulsen; Adam Maher, Rasmus Elm, Maarten Martens; Roy Beerens, Jozy Altidore, Brett Holman Opstelling AZ tweede helft: Erik Heijblok; Dirk Marcellis, Toine van Huizen, Erik Schouten, Ragnar Klavan; Erik Falkenburg, Ali Messaoud, Celso Ortíz; Kevin Luckassen, Ruud Boymans, Johann Berg Gudmundsson |
| Bijzonderheden: * De wedstrijd stond onder leiding van de geschorste Bulgaarse scheidsrechter Lachezar Yonov, terwijl Raicho Raichev op het wedstrijdformulier stond. Eerstgenoemde bleek zich voor zijn landgenoot uitgegeven te hebben. |                                                                 |        | | |
| |                                                                 |        | | |
| 13 januari 2012, 15:00 | AZ                                                              | 3 - 1  | SV Wehen Wiesbaden | : Moisander, Martens |
| Trainingskamp Belek 50 toeschouwers Scheidsrechter: Yonov * Trainingskamp winter 2012 | Elm (pen.) 18' Gudmundsson 36' Maher 44' Lewis                  |        | '22 Christ Mann | Opstelling AZ eerste helft: Niki Mäenpää; Dirk Marcellis, Niklas Moisander, Nick Viergever, Simon Poulsen; Erik Falkenburg, Adam Maher, Rasmus Elm; Roy Beerens, Charlison Benschop, Johann Berg Gudmundsson Opstelling AZ tweede helft: Hobie Verhulst; Milan Hoek, Etiënne Reijnen, Erik Schouten, Giliano Wijnaldum; Ali Messaoud, Maarten Martens, Thomas Lam; Fernando Lewis, Jozy Altidore, Celso Ortíz |
| Bijzonderheden: * De wedstrijd stond onder leiding van de geschorste Bulgaarse scheidsrechter Lachezar Yonov, terwijl Raicho Raichev op het wedstrijdformulier stond. Eerstgenoemde bleek zich voor zijn landgenoot uitgegeven te hebben. |                                                                 |        | | |
| |                                                                 |        | | |
| 14 januari 2012, 15:00 | AZ                                                              | 5 - 1  | FK Baku | : Moisander, Marcellis |
| Trainingskamp Belek 80 toeschouwers Trainingskamp winter 2012 | Elm 14' Martens 24' Beerens 31' Martens 56' Boymans 90'         |        | '87 Parks Mammadov | Basisopstelling AZ: Esteban Alvarado; Etiënne Reijnen, Niklas Moisander, Nick Viergever, Simon Poulsen; Adam Maher, Maarten Martens, Rasmus Elm; Roy Beerens, Jozy Altidore, Brett Holman Toegepaste Wissels AZ: '46 Nick Viergever Dirk Marcellis '46 Adam Maher Erik Falkenburg '46 Roy Beerens Johann Berg Gudmundsson '60 Rasmus Elm Celso Ortíz '60 Jozy Altidore Ruud Boymans '64 Simon Poulsen Erik Schouten '64 Brett Holman Kevin Luckassen '70 Maarten Martens Ali Messaoud '76 Niklas Moisander Milan Hoek                                     |
| Bijzonderheden: |                                                                 |        | | |
| |                                                                 |        | | |

### Eredivisie
| |                                                                                     |            | | |
| 7 augustus 2011, 12:30 | AZ                                                                                  | 3 - 1      | PSV | : Moisander, Elm |
| AFAS Stadion, Alkmaar 16.298 toeschouwers Scheidsrechter: Braamhaar Speelronde 1 Eredivisie | Martens 26' Moisander 38' Viergever 40' Altidore 80' Moisander 82' Altidore 88'     |            | '45+2 Mertens '61 Ojo '76 Pieters                                                                         | Basisopstelling AZ: Esteban Alvarado; Dirk Marcellis, Niklas Moisander, Nick Viergever, Simon Poulsen; Erik Falkenburg, Maarten Martens, Rasmus Elm; Charlison Benschop, Ruud Boymans, Brett Holman Reserves AZ: Erik Heijblok, Etiënne Reijnen, Johann Berg Gudmundsson, Adam Maher, Ragnar Klavan, Celso Ortiz, Jozy Altidore Toegepaste Wissels AZ: '48 Simon Poulsen Ragnar Klavan '57 Maarten Martens Adam Maher '65 Ruud Boymans Jozy Altidore                              |
| Bijzonderheden: - Altidore maakte tijdens zijn officiële debuut zijn eerste doelpunt in dienst van AZ. - Viergever maakte zijn eerste doelpunt in dienst van AZ. |                                                                                     |            | | |
| |                                                                                     |            | | |
| 13 augustus 2011, 18:45 | FC Twente                                                                           | 2 - 0*     | AZ | : Elm |
| De Grolsch Veste, Enschede 24.800 toeschouwers Scheidsrechter: Vink Speelronde 2 Eredivisie | Janko 3' Ruiz 66'                                                                   |            | | Basisopstelling AZ: Esteban Alvarado; Dirk Marcellis, Etiënne Reijnen, Nick Viergever, Simon Poulsen; Erik Falkenburg, Pontus Wernbloom, Rasmus Elm; Johann Berg Gudmundsson, Charlison Benschop, Brett Holman Reserves AZ: Hobie Verhulst, Toine van Huizen, Ragnar Klavan, James Holland, Adam Maher, Celso Ortiz, Jozy Altidore Toegepaste Wissels AZ: '68 Simon Poulsen Ragnar Klavan '68 Johann Berg Gudmundsson Jozy Altidore '75 Erik Falkenburg Adam Maher                |
| Bijzonderheden: - Reijnen maakte zijn officiële debuut voor AZ. * Bij deze wedstrijd konden geen AZ-supporters aanwezig zijn in verband met het instorten van een deel van het dak van het stadion tijdens de uitbreidingswerkzaamheden (op 7 juli 2011). De plek van de ramp in het stadion betrof onder meer het gedeelte waaronder het uitvak gelegen is. |                                                                                     |            | | |
| |                                                                                     |            | | |
| 21 augustus 2011, 14:30 | AZ                                                                                  | 4 - 0      | NEC | : Moisander |
| AFAS Stadion, Alkmaar 15.589 toeschouwers Scheidsrechter: Van Boekel Speelronde 3 Eredivisie | Altidore 54' Elm (pen.) 64' Altidore 73' Moisander 85'                              |            | '63 Cmovs '75 Van Eijden '79 Schöne                                                                       | Basisopstelling AZ: Esteban Alvarado; Dirk Marcellis, Niklas Moisander, Nick Viergever, Simon Poulsen; Pontus Wernbloom, Maarten Martens, Rasmus Elm; Charlison Benschop, Jozy Altidore, Brett Holman Reserves AZ: Erik Heijblok, Etiënne Reijnen, Ragnar Klavan, Erik Falkenburg, Adam Maher, Johann Berg Gudmundsson, Roy Beerens Toegepaste Wissels AZ: '46 Charlison Benschop Roy Beerens '65 Maarten Martens Adam Maher '74 Nick Viergever Ragnar Klavan                     |
| Bijzonderheden: - Beerens maakte zijn officiële debuut voor AZ. - Afscheid van Moreno en Van der Velden bij aanvang van deze wedstrijd. |                                                                                     |            | | |
| |                                                                                     |            | | |
| 28 augustus 2011, 14:30 | FC Groningen                                                                        | 0 - 3      | AZ | : Moisander |
| Euroborg, Groningen 22.128 toeschouwers Scheidsrechter: Blom Speelronde 4 Eredivisie | Holla 30'                                                                           |            | '1 Viergever '27 Holman '38 Wernbloom '68 Altidore '75 Elm '79 Gudmundsson '84 Elm '90 Falkenburg         | Basisopstelling AZ: Esteban Alvarado; Dirk Marcellis, Niklas Moisander, Nick Viergever, Simon Poulsen; Pontus Wernbloom, Adam Maher, Rasmus Elm; Roy Beerens, Jozy Altidore, Brett Holman Reserves AZ: Erik Heijblok, Etiënne Reijnen, Ragnar Klavan, Erik Falkenburg, Maarten Martens, Johann Berg Gudmundsson, Celso Ortiz Toegepaste Wissels AZ: '46 Brett Holman Johann Berg Gudmundsson '75 Jozy Altidore Erik Falkenburg                                                    |
| Bijzonderheden: |                                                                                     |            | | |
| |                                                                                     |            | | |
| 10 september 2011, 19:45 | AZ                                                                                  | 4 - 0      | Vitesse                                                                                                   | : Moisander |
| AFAS Stadion, Alkmaar 16.058 toeschouwers Scheidsrechter: Kuipers Speelronde 5 Eredivisie | Wernbloom 22' Wernbloom 26' Beerens 38' Elm (pen.) 45' Viergever 47'                |            | '15 Hofs '44 Van der Struijk '45 Bony '70 Bony '70 Jenner                                                 | Basisopstelling AZ: Esteban Alvarado; Dirk Marcellis, Niklas Moisander, Nick Viergever, Simon Poulsen; Pontus Wernbloom, Adam Maher, Rasmus Elm; Roy Beerens, Jozy Altidore, Johann Berg Gudmundsson Reserves AZ: Erik Heijblok, Etiënne Reijnen, Ragnar Klavan, Erik Falkenburg, Ruud Boymans, Brett Holman, Celso Ortiz Toegepaste Wissels AZ: '46 Jozy Altidore Ruud Boymans '55 Nick Viergever Ragnar Klavan '63 Johann Berg Gudmundsson Brett Holman                         |
| Bijzonderheden: - Beerens maakte zijn eerste doelpunt in dienst van AZ. |                                                                                     |            | | |
| |                                                                                     |            | | |
| 18 september 2011, 14:30 | RKC Waalwijk                                                                        | 1 - 2      | AZ | : Moisander |
| Mandemakers Stadion, Waalwijk 6.316 toeschouwers Scheidsrechter: Liesveld Speelronde 6 Eredivisie | Ramos 9' Castillion 45+1' Castillion 71'                                            |            | '10 Elm (pen.) '11 Elm '21 Marcellis '39 Wernbloom '65 Benschop '89 Esteban                               | Basisopstelling AZ: Esteban Alvarado; Dirk Marcellis, Niklas Moisander, Nick Viergever, Simon Poulsen; Pontus Wernbloom, Rasmus Elm, Adam Maher; Roy Beerens, Jozy Altidore, Brett Holman Reserves AZ: Erik Heijblok, Ragnar Klavan, Etiënne Reijnen, Johann Berg Gudmundsson, Charlison Benschop, Ali Messaoud, Celso Ortíz Toegepaste Wissels AZ: '58 Jozy Altidore Charlison Benschop '67 Roy Beerens Johann Berg Gudmundsson                                                  |
| Bijzonderheden: |                                                                                     |            | | |
| |                                                                                     |            | | |
| 25 september 2011, 12:30 | AZ                                                                                  | 2 - 1      | Feyenoord                                                                                                 | : Moisander |
| AFAS Stadion, Alkmaar 16.773 toeschouwers Scheidsrechter: Van Boekel Speelronde 7 Eredivisie | Elm 60' Holman 85' Wernbloom 90'                                                    |            | '36 Bakkal '54 Schaken '60 De Vrij '68 Leerdam '77 Martins Indi '90 El Ahmadi                             | Basisopstelling AZ: Esteban Alvarado; Dirk Marcellis, Niklas Moisander, Nick Viergever, Simon Poulsen; Pontus Wernbloom, Rasmus Elm, Adam Maher; Roy Beerens, Jozy Altidore, Brett Holman Reserves AZ: Erik Heijblok, Ragnar Klavan, Etiënne Reijnen, Johann Berg Gudmundsson, Charlison Benschop, Kevin Luckassen, Celso Ortíz Toegepaste Wissels AZ: '69 Jozy Altidore Charlison Benschop '73 Roy Beerens Johann Berg Gudmundsson '89 Nick Viergever Ragnar Klavan              |
| Bijzonderheden: - Afscheid van Sigthórsson en Swerts bij aanvang van deze wedstrijd. |                                                                                     |            | | |
| |                                                                                     |            | | |
| 2 oktober 2011, 12:30 | VVV-Venlo                                                                           | 1 - 3      | AZ | : Moisander |
| De Koel, Venlo 7.350 toeschouwers Scheidsrechter: Wouters Speelronde 8 Eredivisie | Musa 90+1 Cullen 90+1'                                                              |            | '32 Elm '54 Marcellis '62 Maher '73 Poulsen                                                               | Basisopstelling AZ: Esteban Alvarado; Dirk Marcellis, Niklas Moisander, Nick Viergever, Ragnar Klavan; Pontus Wernbloom, Rasmus Elm, Adam Maher; Roy Beerens, Jozy Altidore, Brett Holman Reserves AZ: Erik Heijblok, Simon Poulsen, Etiënne Reijnen, Celso Ortíz, Johann Berg Gudmundsson, Charlison Benschop, Kevin Luckassen Toegepaste Wissels AZ: '58 Jozy Altidore Charlison Benschop '58 Ragnar Klavan Simon Poulsen '78 Dirk Marcellis Etiënne Reijnen                    |
| Bijzonderheden: |                                                                                     |            | | |
| |                                                                                     |            | | |
| 15 oktober 2011, 18:45 | Ajax                                                                                | 2 - 2      | AZ | : Moisander |
| Amsterdam ArenA, Amsterdam 51.585 toeschouwers Scheidsrechter: Kuipers Speelronde 9 Eredivisie | Enoh 43' Ooijer 44' Sulejmani (pen.) 47' Enoh 70' Janssen 70' Anita 79' Janssen 82' |            | '14 Holman '22 Beerens '29 Moisander '35 Holman '89 Maher                                                 | Basisopstelling AZ: Esteban Alvarado; Dirk Marcellis, Niklas Moisander, Nick Viergever, Simon Poulsen; Pontus Wernbloom, Rasmus Elm, Adam Maher; Roy Beerens, Jozy Altidore, Brett Holman Reserves AZ: Erik Heijblok, Ragnar Klavan, Etiënne Reijnen, Celso Ortíz, Johann Berg Gudmundsson, Charlison Benschop, Kevin Luckassen Toegepaste Wissels AZ: '52 Brett Holman Johann Berg Gudmundsson '72 Jozy Altidore Charlison Benschop '81 Nick Viergever Ragnar Klavan             |
| Bijzonderheden: |                                                                                     |            | | |
| |                                                                                     |            | | |
| 23 oktober 2011, 14:30 | AZ                                                                                  | 1 - 0      | Roda JC                                                                                                   | : Moisander |
| AFAS Stadion, Alkmaar 16.200 toeschouwers Scheidsrechter: Makkelie Speelronde 10 Eredivisie | Elm 51' Altidore 63'                                                                |            | '19 Wielaert '38 Fledderus '48 Monteyne '51 Fledderus '68 Hempte                                          | Basisopstelling AZ: Esteban Alvarado; Dirk Marcellis, Niklas Moisander, Nick Viergever, Simon Poulsen; Pontus Wernbloom, Rasmus Elm, Adam Maher; Roy Beerens, Jozy Altidore, Johann Berg Gudmundsson Reserves AZ: Erik Heijblok, Ragnar Klavan, Etiënne Reijnen, Celso Ortíz, James Holland, Charlison Benschop, Fernando Lewis Toegepaste Wissels AZ: '67 Johann Berg Gudmundsson Celso Ortíz '78 Simon Poulsen Ragnar Klavan '90 Jozy Altidore Charlison Benschop               |
| Bijzonderheden: |                                                                                     |            | | |
| |                                                                                     |            | | |
| 30 oktober 2011, 16:30 | Heracles Almelo                                                                     | 0 - 1      | AZ | : Moisander |
| Polman Stadion, Almelo 8.500 toeschouwers Scheidsrechter: Liesveld Speelronde 11 Eredivisie |                                                                                     |            | '56 Klavan '89 Maher                                                                                      | Basisopstelling AZ: Esteban Alvarado; Etiënne Reijnen, Niklas Moisander, Ragnar Klavan, Simon Poulsen; Pontus Wernbloom, Rasmus Elm, Adam Maher; Roy Beerens, Jozy Altidore, Celso Ortíz Reserves AZ: Erik Heijblok, Toine van Huizen, Nick Viergever, Erik Falkenburg, Johann Berg Gudmundsson, Charlison Benschop, Fernando Lewis Toegepaste Wissels AZ: '74 Celso Ortíz Johann Berg Gudmundsson '81 Jozy Altidore Charlison Benschop                                           |
| Bijzonderheden: |                                                                                     |            | | |
| |                                                                                     |            | | |
| 6 november 2011, 14:30 | AZ                                                                                  | 3 - 0      | ADO Den Haag                                                                                              | : Moisander |
| AFAS Stadion, Alkmaar 16.222 toeschouwers Scheidsrechter: Gözübüyük Speelronde 12 Eredivisie | Holman 11' Elm 51' Maher 64' Wernbloom 67' Altidore 83'                             |            | '18 Immers '34 Morec '84 Toornstra                                                                        | Basisopstelling AZ: Esteban Alvarado; Etiënne Reijnen, Niklas Moisander, Ragnar Klavan, Simon Poulsen; Pontus Wernbloom, Rasmus Elm, Adam Maher; Roy Beerens, Jozy Altidore, Brett Holman Reserves AZ: Niki Mäenpää, Nick Viergever, Thomas Lam, Celso Ortíz, Erik Falkenburg, Charlison Benschop, Johann Berg Gudmundsson Toegepaste Wissels AZ: '76 Brett Holman Celso Ortíz '86 Jozy Altidore Charlison Benschop                                                               |
| Bijzonderheden: |                                                                                     |            | | |
| |                                                                                     |            | | |
| 20 november 2011, 16:30 en 7 december 2011, 19:30 Stadion Woudestein, Rotterdam 3.500 toeschouwers Scheidsrechter: Blom Speelronde 13 Eredivisie | Excelsior De Graaf 32'                                                              | 0 - 0*     | AZ '50 Moisander                                                                                          | : Moisander Basisopstelling AZ: Esteban Alvarado; Etiënne Reijnen, Niklas Moisander, Nick Viergever, Simon Poulsen; Pontus Wernbloom, Rasmus Elm, Adam Maher; Roy Beerens, Jozy Altidore, Brett Holman Reserves AZ: Niki Mäenpää, Ragnar Klavan, Thomas Lam, Celso Ortíz, Erik Falkenburg, Charlison Benschop, Johann Berg Gudmundsson Toegepaste Wissels AZ: '78 Niklas Moisander Charlison Benschop '84 Adam Maher Johann Berg Gudmundsson                                      |
| |                                                                                     |            | | |
| Bijzonderheden: * De wedstrijd werd bij een 0-0 stand na 45 minuten gestaakt wegens dichte mist en werd op 7 december uitgespeeld. |                                                                                     |            | | |
| |                                                                                     |            | | |
| 25 november 2011, 20:00 | AZ                                                                                  | 2 - 0      | FC Utrecht                                                                                                | : Moisander |
| AFAS Stadion, Alkmaar 16.611 toeschouwers Scheidsrechter: Janssen Speelronde 14 Eredivisie | Wernbloom 19' Moisander 43' Elm 67' Gudmundsson 81'                                 |            | '20 Bulthuis '38 Martensson '59 De Kogel '66 Wuytens                                                      | Basisopstelling AZ: Esteban Alvarado; Etiënne Reijnen, Niklas Moisander, Nick Viergever, Simon Poulsen; Pontus Wernbloom, Rasmus Elm, Adam Maher; Roy Beerens, Jozy Altidore, Brett Holman Reserves AZ: Erik Heijblok, Ragnar Klavan, Thomas Lam, Celso Ortíz, Erik Falkenburg, Charlison Benschop, Johann Berg Gudmundsson Toegepaste Wissels AZ: '70 Nick Viergever Ragnar Klavan '77 Brett Holman Johann Berg Gudmundsson '80 Jozy Altidore Charlison Benschop                 |
| Bijzonderheden: |                                                                                     |            | | |
| |                                                                                     |            | | |
| 4 december 2011, 16:30 | sc Heerenveen                                                                       | 5 - 1      | AZ | : Moisander, Elm |
| Abe Lenstra Stadion, Heerenveen 25.000 toeschouwers Scheidsrechter: Braamhaar Speelronde 15 Eredivisie | Dost 14' Van la Parra 31' Djuricic 46' Zomer 48' Narsingh 74'                       |            | '20 Altidore '43 Holman '82 Klavan                                                                        | Basisopstelling AZ: Esteban Alvarado; Etiënne Reijnen, Niklas Moisander, Ragnar Klavan, Simon Poulsen; Erik Falkenburg, Rasmus Elm, Adam Maher; Roy Beerens, Jozy Altidore, Brett Holman Reserves AZ: Niki Mäenpää, Nick Viergever, Thomas Lam, Celso Ortíz, Ali Messaoud, Charlison Benschop, Johann Berg Gudmundsson Toegepaste Wissels AZ: '41 Adam Maher Johann Berg Gudmundsson '61 Niklas Moisander Nick Viergever '61 Roy Beerens Charlison Benschop                       |
| Bijzonderheden: |                                                                                     |            | | |
| |                                                                                     |            | | |
| 10 december 2011, 19:45 | AZ                                                                                  | 4 - 0      | De Graafschap                                                                                             | : Moisander |
| AFAS Stadion, Alkmaar 16.198 toeschouwers Scheidsrechter: Liesveld Speelronde 16 Eredivisie | Maher 22' Poulsen 31' Wormgoor (e.d.) 54' Benschop 79'                              |            | | Basisopstelling AZ: Esteban Alvarado; Etiënne Reijnen, Niklas Moisander, Nick Viergever, Simon Poulsen; Pontus Wernbloom, Rasmus Elm, Adam Maher; Roy Beerens, Jozy Altidore, Brett Holman Reserves AZ: Erik Heijblok, Ragnar Klavan, Thomas Lam, Celso Ortíz, Erik Falkenburg, Charlison Benschop, Johann Berg Gudmundsson Toegepaste Wissels AZ: '62 Rasmus Elm Ragnar Klavan '68 Brett Holman Johann Berg Gudmundsson '70 Roy Beerens Charlison Benschop                       |
| Bijzonderheden: - Afscheid van Schaars bij aanvang van deze wedstrijd. |                                                                                     |            | | |
| |                                                                                     |            | | |
| 18 december 2011, 14:30 | NAC Breda                                                                           | 2 - 1      | AZ | : Moisander |
| Rat Verlegh Stadion, Breda 17.720 toeschouwers Scheidsrechter: Makkelie Speelronde 17 Eredivisie | Lurling 31' Gillissen 87' Koenders 90' Koenders 90+1'                               |            | '45 Holman                                                                                                | Basisopstelling AZ: Esteban Alvarado; Etiënne Reijnen, Niklas Moisander, Ragnar Klavan, Simon Poulsen; Pontus Wernbloom, Rasmus Elm, Adam Maher; Roy Beerens, Jozy Altidore, Brett Holman Reserves AZ: Erik Heijblok, Nick Viergever, Thomas Lam, Celso Ortíz, Erik Falkenburg, Fernando Lewis, Johann Berg Gudmundsson Toegepaste Wissels AZ: '46 Jozy Altidore Fernando Lewis '85 Brett Holman Johann Berg Gudmundsson                                                          |
| Bijzonderheden: |                                                                                     |            | | |
| |                                                                                     |            | | |
| |                                                                                     | Winterstop | | |
| |                                                                                     |            | | |
| 22 januari 2012, 14:30 | AZ                                                                                  | 1 - 1      | Ajax | : Moisander |
| AFAS Stadion, Alkmaar 16.761 toeschouwers Scheidsrechter: Vink Speelronde 18 Eredivisie | Elm 37' Martens 59' Elm 77'                                                         |            | '33 De Jong '36 Vertonghen '52 Enoh '63 Alderweireld '75 Poulsen (e.d.) '75 Lodeiro '79 Eriksen '89 Anita | Basisopstelling AZ: Esteban Alvarado; Etiënne Reijnen, Niklas Moisander, Nick Viergever, Simon Poulsen; Rasmus Elm, Adam Maher, Maarten Martens; Roy Beerens, Charlison Benschop, Brett Holman Reserves AZ: Erik Heijblok, Dirk Marcellis, Ragnar Klavan, Celso Ortíz, Erik Falkenburg, Jozy Altidore, Johann Berg Gudmundsson Toegepaste Wissels AZ: '73 Charlison Benschop Jozy Altidore '85 Brett Holman Johann Berg Gudmundsson                                               |
| Bijzonderheden: |                                                                                     |            | | |
| |                                                                                     |            | | |
| 28 januari 2012, 20:45 | Roda JC                                                                             | 2 - 0      | AZ | : Moisander |
| Parkstad Limburg Stadion, Kerkrade 14.655 toeschouwers Scheidsrechter: Gözübüyük Speelronde 19 Eredivisie | Malki 10' Junker 33' Vukovic 36' Wielaert 52'                                       |            | '65 Moisander '80 Altidore                                                                                | Basisopstelling AZ: Esteban Alvarado; Etiënne Reijnen, Niklas Moisander, Nick Viergever, Simon Poulsen; Celso Ortíz, Adam Maher, Maarten Martens; Roy Beerens, Charlison Benschop, Brett Holman Reserves AZ: Erik Heijblok, Dirk Marcellis, Ragnar Klavan, Thomas Lam, Erik Falkenburg, Jozy Altidore, Johann Berg Gudmundsson Toegepaste Wissels AZ: '46 Celso Ortíz Jozy Altidore '46 Adam Maher Ragnar Klavan '70 Brett Holman Johann Berg Gudmundsson                         |
| Bijzonderheden: |                                                                                     |            | | |
| |                                                                                     |            | | |
| 4 februari 2012, 18:45* 8 februari 2012, 19:00 | ADO Den Haag                                                                        | 0 - 6      | AZ | : Moisander |
| Kyocera Stadion, Den Haag 8.756 toeschouwers Scheidsrechter: Blom Speelronde 20 Eredivisie | Supusepa 39'                                                                        |            | '33 Benschop '47 Benschop '69 Benschop '73 Martens '85 Altidore '88 Altidore                              | Basisopstelling AZ: Esteban Alvarado; Dirk Marcellis, Niklas Moisander, Nick Viergever, Simon Poulsen; Rasmus Elm, Adam Maher, Maarten Martens; Roy Beerens, Charlison Benschop, Brett Holman Reserves AZ: Erik Heijblok, Etiënne Reijnen, Ragnar Klavan, Celso Ortíz, Erik Falkenburg, Jozy Altidore, Johann Berg Gudmundsson Toegepaste Wissels AZ: '68 Roy Beerens Johann Berg Gudmundsson '76 Charlison Benschop Jozy Altidore '77 Nick Viergever Ragnar Klavan               |
| Bijzonderheden: * De wedstrijd werd vanwege de slechte bespeelbaarheid van het veld op 4 februari door scheidsrechter Blom afgelast en door de KNVB verplaatst naar woensdag 8 februari. - Poulsen speelde zijn honderdste officiële wedstrijd in dienst van AZ.                                                                                             |                                                                                     |            | | |
| |                                                                                     |            | | |
| 11 februari 2012, 18:45 | AZ                                                                                  | 2 - 0      | Excelsior                                                                                                 | : Moisander |
| AFAS Stadion, Alkmaar 15.964 toeschouwers Scheidsrechter: Van Hulten Speelronde 21 Eredivisie | Martens 58' Martens 60'                                                             |            | | Basisopstelling AZ: Esteban Alvarado; Dirk Marcellis, Niklas Moisander, Nick Viergever, Simon Poulsen; Rasmus Elm, Adam Maher, Maarten Martens; Roy Beerens, Charlison Benschop, Brett Holman Reserves AZ: Erik Heijblok, Etiënne Reijnen, Ragnar Klavan, Celso Ortíz, Erik Falkenburg, Jozy Altidore, Johann Berg Gudmundsson Toegepaste Wissels AZ: '67 Brett Holman Johann Berg Gudmundsson '71 Simon Poulsen Ragnar Klavan '75 Charlison Benschop Jozy Altidore               |
| Bijzonderheden: |                                                                                     |            | | |
| |                                                                                     |            | | |
| 19 februari 2012, 14:30 | FC Utrecht                                                                          | 3 - 0      | AZ | : Moisander, Elm |
| Stadion Galgenwaard, Utrecht 19.500 toeschouwers Scheidsrechter: Van Boekel Speelronde 22 Eredivisie | Gerndt (pen.) 15' Gerndt 21' Demouge 23' Duplan 41' Van der Hoorn 90+1'             |            | '14 Moisander '18 Marcellis '39 Elm                                                                       | Basisopstelling AZ: Esteban Alvarado; Dirk Marcellis, Niklas Moisander, Ragnar Klavan, Simon Poulsen; Rasmus Elm, Adam Maher, Maarten Martens; Roy Beerens, Charlison Benschop, Brett Holman Reserves AZ: Erik Heijblok, Etiënne Reijnen, Nick Viergever, Celso Ortíz, Erik Falkenburg, Jozy Altidore, Johann Berg Gudmundsson Toegepaste Wissels AZ: '24 Brett Holman Nick Viergever '46 Charlison Benschop Jozy Altidore '46 Maarten Martens Johann Berg Gudmundsson            |
| Bijzonderheden: |                                                                                     |            | | |
| |                                                                                     |            | | |
| 26 februari 2012, 16:30 | AZ                                                                                  | 3 - 3      | sc Heerenveen                                                                                             | : Elm |
| AFAS Stadion, Alkmaar 16.763 toeschouwers Scheidsrechter: Kuipers Speelronde 23 Eredivisie | Altidore 26' Altidore 58' Falkenburg 83'                                            |            | '7 Kums '55 Djuricic '76 Dost '81 Narsingh                                                                | Basisopstelling AZ: Esteban Alvarado; Dirk Marcellis, Ragnar Klavan, Nick Viergever, Simon Poulsen; Rasmus Elm, Adam Maher, Erik Falkenburg; Roy Beerens, Jozy Altidore, Brett Holman Reserves AZ: Erik Heijblok, Etiënne Reijnen, Thomas Lam, Celso Ortíz, Ali Messaoud, Ruud Boymans, Johann Berg Gudmundsson Toegepaste Wissels AZ: '84 Brett Holman Johann Berg Gudmundsson                                                                                                   |
| Bijzonderheden: |                                                                                     |            | | |
| |                                                                                     |            | | |
| 3 maart 2012, 20:45 | AZ                                                                                  | 3 - 1      | Heracles Almelo                                                                                           | : Moisander |
| AFAS Stadion, Alkmaar 16.078 toeschouwers Scheidsrechter: Bossen Speelronde 24 Eredivisie | Poulsen 31' Altidore 43' Maher 52' Viergever 55'                                    |            | '56 Overtoom (pen.) '66 Te Wierik                                                                         | Basisopstelling AZ: Esteban Alvarado; Dirk Marcellis, Niklas Moisander, Nick Viergever, Simon Poulsen; Rasmus Elm, Adam Maher, Maarten Martens; Roy Beerens, Jozy Altidore, Brett Holman Reserves AZ: Erik Heijblok, Etiënne Reijnen, Ragnar Klavan, Celso Ortíz, Erik Falkenburg, Ruud Boymans, Johann Berg Gudmundsson Toegepaste Wissels AZ: '44 Roy Beerens Johann Berg Gudmundsson '57 Brett Holman Ragnar Klavan '78 Jozy Altidore Ruud Boymans                             |
| Bijzonderheden: - Op aangeven van de vierde official werd AZ-coach Gertjan Verbeek in de 64ste minuut door arbiter Bossen naar de tribune verwezen. |                                                                                     |            | | |
| |                                                                                     |            | | |
| 11 maart 2012, 16:30 | De Graafschap                                                                       | 0 - 2      | AZ | : Moisander |
| De Vijverberg, Doetinchem 12.145 toeschouwers Scheidsrechter: Vink Speelronde 25 Eredivisie |                                                                                     |            | '12 Moisander '49 Elm '80 Beerens '90+2 Falkenburg                                                        | Basisopstelling AZ: Esteban Alvarado; Dirk Marcellis, Niklas Moisander, Ragnar Klavan, Simon Poulsen; Rasmus Elm, Adam Maher, Erik Falkenburg; Roy Beerens, Jozy Altidore, Brett Holman Reserves AZ: Erik Heijblok, Etiënne Reijnen, Giliano Wijnaldum, Celso Ortíz, Ali Messaoud, Ruud Boymans, Johann Berg Gudmundsson Toegepaste Wissels AZ: '61 Brett Holman Johann Berg Gudmundsson '65 Jozy Altidore Ruud Boymans '79 Rasmus Elm Etiënne Reijnen                            |
| Bijzonderheden: |                                                                                     |            | | |
| |                                                                                     |            | | |
| 18 maart 2012, 16:30 | AZ                                                                                  | 0 - 0      | NAC Breda                                                                                                 | : Elm |
| AFAS Stadion, Alkmaar 16.268 toeschouwers Scheidsrechter: Wegereef Speelronde 26 Eredivisie | Reijnen 73'                                                                         |            | '57 Bonevacia '87 Gilissen                                                                                | Basisopstelling AZ: Esteban Alvarado; Dirk Marcellis, Etiënne Reijnen, Nick Viergever, Simon Poulsen; Rasmus Elm, Adam Maher, Erik Falkenburg; Roy Beerens, Jozy Altidore, Brett Holman Reserves AZ: Erik Heijblok, Mattias Johansson, Ragnar Klavan, Celso Ortíz, Maarten Martens, Charlison Benschop, Johann Berg Gudmundsson Toegepaste Wissels AZ: '64 Brett Holman Johann Berg Gudmundsson '68 Erik Falkenburg Maarten Martens '76 Jozy Altidore Charlison Benschop          |
| Bijzonderheden: |                                                                                     |            | | |
| |                                                                                     |            | | |
| 25 maart 2012, 12:30 | AZ                                                                                  | 1 - 0      | RKC Waalwijk                                                                                              | : Moisander |
| AFAS Stadion, Alkmaar 16.368 toeschouwers Scheidsrechter: Van Hulten Speelronde 27 Eredivisie | Gudmundsson 49'                                                                     |            | | Basisopstelling AZ: Esteban Alvarado; Dirk Marcellis, Niklas Moisander, Nick Viergever, Ragnar Klavan; Rasmus Elm, Adam Maher, Maarten Martens; Johann Berg Gudmundsson, Charlison Benschop, Brett Holman Reserves AZ: Erik Heijblok, Etiënne Reijnen, Simon Poulsen, Celso Ortíz, Erik Falkenburg, Jozy Altidore, Ruud Boymans Toegepaste Wissels AZ: '46 Charlison Benschop Jozy Altidore '81 Ragnar Klavan Simon Poulsen '86 Maarten Martens Erik Falkenburg                   |
| Bijzonderheden: |                                                                                     |            | | |
| |                                                                                     |            | | |
| 1 april 2012, 16:30 | Vitesse                                                                             | 2 - 2      | AZ | : Moisander |
| GelreDome, Arnhem 22.164 toeschouwers Scheidsrechter: Makkelie Speelronde 28 Eredivisie | Kashia 35' Kashia 38' Van Ginkel 47' Bony 66'                                       |            | '14 Martens '29 Moisander '32 Altidore '38 Holman '46 Maher '59 Poulsen '63 Holman                        | Basisopstelling AZ: Esteban Alvarado; Dirk Marcellis, Niklas Moisander, Nick Viergever, Simon Poulsen; Rasmus Elm, Adam Maher, Maarten Martens; Johann Berg Gudmundsson, Jozy Altidore, Brett Holman Reserves AZ: Erik Heijblok, Mattias Johansson, Ragnar Klavan, Thomas Lam, Erik Falkenburg, Charlison Benschop, Ruud Boymans Toegepaste Wissels AZ: '69 Johann Berg Gudmundsson Erik Falkenburg '70 Jozy Altidore Charlison Benschop '77 Maarten Martens Mattias Johansson    |
| Bijzonderheden: - Johansson maakte zijn officiële debuut voor AZ. |                                                                                     |            | | |
| |                                                                                     |            | | |
| 11 april 2012, 19:00 | AZ                                                                                  | 2 - 2      | FC Twente                                                                                                 | : Moisander |
| AFAS Stadion, Alkmaar 16.801 toeschouwers Scheidsrechter: Vink Speelronde 29 Eredivisie | Altidore 4' Marcellis 19' Martens 26' Altidore 71'                                  |            | '32 De Jong '39 Douglas '73 Rosales '76 Röseler '90 Bajrami '90+1 Tiendalli                               | Basisopstelling AZ: Esteban Alvarado; Dirk Marcellis, Niklas Moisander, Nick Viergever, Simon Poulsen; Rasmus Elm, Adam Maher, Maarten Martens; Roy Beerens, Jozy Altidore, Johann Berg Gudmundsson Reserves AZ: Erik Heijblok, Mattias Johansson, Ragnar Klavan, Etiënne Reijnen, Erik Falkenburg, Charlison Benschop, Ruud Boymans Toegepaste Wissels AZ: '80 Jozy Altidore Charlison Benschop '84 Rasmus Elm Ragnar Klavan                                                     |
| Bijzonderheden: - Klavan speelde zijn honderdste officiële wedstrijd in dienst van AZ. |                                                                                     |            | | |
| |                                                                                     |            | | |
| 14 april 2012, 18:45 | PSV                                                                                 | 3 - 2      | AZ | : Moisander |
| Philips Stadion, Eindhoven 34.200 toeschouwers Scheidsrechter: Kuipers Speelronde 30 Eredivisie | Lens 17' Strootman 42' Labyad 45' Lens 45' Lens 77' Toivonen 90+2' Matavz 90+3'     |            | '24 Altidore '34 Beerens '68 Reijnen                                                                      | Basisopstelling AZ: Esteban Alvarado; Etiënne Reijnen, Niklas Moisander, Nick Viergever, Simon Poulsen; Rasmus Elm, Adam Maher, Maarten Martens; Roy Beerens, Jozy Altidore, Johann Berg Gudmundsson Reserves AZ: Erik Heijblok, Mattias Johansson, Ragnar Klavan, Thomas Lam, Erik Falkenburg, Charlison Benschop, Ruud Boymans Toegepaste Wissels AZ: '46 Rasmus Elm Ragnar Klavan '65 Jozy Altidore Charlison Benschop                                                         |
| Bijzonderheden: |                                                                                     |            | | |
| |                                                                                     |            | | |
| 22 april 2012, 14:30 | AZ                                                                                  | 2 - 1      | VVV-Venlo                                                                                                 | : Moisander |
| AFAS Stadion, Alkmaar 16.459 toeschouwers Scheidsrechter: Nijhuis Speelronde 31 Eredivisie | Moisander 23' Holman 47' Altidore 65'                                               |            | '59 Kruijsen                                                                                              | Basisopstelling AZ: Esteban Alvarado; Dirk Marcellis, Niklas Moisander, Nick Viergever, Simon Poulsen; Rasmus Elm, Adam Maher, Maarten Martens; Roy Beerens, Jozy Altidore, Brett Holman Reserves AZ: Erik Heijblok, Mattias Johansson, Ragnar Klavan, Etiënne Reijnen, Erik Falkenburg, Charlison Benschop, Johann Berg Gudmundsson Toegepaste Wissels AZ: '69 Roy Beerens Mattias Johansson '80 Brett Holman Johann Berg Gudmundsson '89 Jozy Altidore Charlison Benschop       |
| Bijzonderheden: |                                                                                     |            | | |
| |                                                                                     |            | | |
| 29 april 2012, 14:30 | Feyenoord                                                                           | 1 - 0      | AZ | : Martens |
| De Kuip, Rotterdam 48.000 toeschouwers Scheidsrechter: Braamhaar Speelronde 32 Eredivisie | Clasie 3' Bakkal 54'                                                                |            | '68 Viergever '73 Klavan                                                                                  | Basisopstelling AZ: Esteban Alvarado; Dirk Marcellis, Etiënne Reijnen, Ragnar Klavan, Simon Poulsen; Nick Viergever, Adam Maher, Maarten Martens; Johann Berg Gudmundsson, Jozy Altidore, Brett Holman Reserves AZ: Erik Heijblok, Mattias Johansson, Giliano Wijnaldum, Thomas Lam, Erik Falkenburg, Charlison Benschop, Ruud Boymans Toegepaste Wissels AZ: '56 Johann Berg Gudmundsson Charlison Benschop '77 Maarten Martens Mattias Johansson '85 Jozy Altidore Ruud Boymans |
| Bijzonderheden: |                                                                                     |            | | |
| |                                                                                     |            | | |
| 2 mei 2012, 20:00 | N.E.C.                                                                              | 1 - 1      | AZ | : Moisander |
| Goffertstadion, Nijmegen 12.498 toeschouwers Scheidsrechter: Blom Speelronde 33 Eredivisie | Zeefuik 13' Conboy 63'                                                              |            | '59 Boymans '70 Maher                                                                                     | Basisopstelling AZ: Esteban Alvarado; Dirk Marcellis, Niklas Moisander, Nick Viergever, Simon Poulsen; Rasmus Elm, Adam Maher, Erik Falkenburg; Charlison Benschop, Jozy Altidore, Brett Holman Reserves AZ: Erik Heijblok, Mattias Johansson, Ragnar Klavan, Etiënne Reijnen, Ali Messaoud, Ruud Boymans, Johann Berg Gudmundsson Toegepaste Wissels AZ: '35 Jozy Altidore Ruud Boymans '79 Charlison Benschop Mattias Johansson '87 Brett Holman Johann Berg Gudmundsson        |
| Bijzonderheden: - Boymans maakte zijn eerste doelpunt in dienst van AZ. |                                                                                     |            | | |
| |                                                                                     |            | | |
| 6 mei 2012, 14:30 | AZ                                                                                  | 1 - 0      | FC Groningen                                                                                              | : Moisander |
| AFAS Stadion, Alkmaar 16.613 toeschouwers Scheidsrechter: Van Boekel Speelronde 34 Eredivisie | Falkenburg 26'                                                                      |            | '73 Kappelhof                                                                                             | Basisopstelling AZ: Esteban Alvarado; Dirk Marcellis, Niklas Moisander, Nick Viergever, Simon Poulsen; Rasmus Elm, Adam Maher, Erik Falkenburg; Johann Berg Gudmundsson, Jozy Altidore, Brett Holman Reserves AZ: Erik Heijblok, Mattias Johansson, Ragnar Klavan, Thomas Lam, Ruud Boymans, Charlison Benschop, Fernando Lewis Toegepaste Wissels AZ: '66 Jozy Altidore Charlison Benschop '73 Brett Holman Fernando Lewis '78 Fernando Lewis Ragnar Klavan                      |
| Bijzonderheden: - Moisander speelde zijn honderdvijftigste officiële wedstrijd in dienst van AZ. - Verbeek zat voor zijn honderdste officiële wedstrijd als coach op de bank in dienst van AZ. |                                                                                     |            | | |
| |                                                                                     |            | | |

#### Positie op de ranglijst
| 2 |

| 8 |

| 5 |

| 4 |

| 2 |

| 2 |

| 1 |

| 1 |

| 1 |

| 1 |

| 1 |

| 1 |

| 1 |

| 1 |

| 1 |

| 1 |

| 1 |

| 1 |

| 3 |

| 2 |

| 2 |

| 2 |

| 2 |

| 1 |

| 1 |

| 1 |

| 1 |

| 2 |

| 2 |

| 2 |

| 2 |

| 4 |

| 5 |

| 4 |

### KNVB beker

#### Tweede ronde
| | |                    |                                                                                             | |
| 22 september 2011, 20:45 | AZ | 4 - 2 n.v. (1 - 1) | FC Groningen                                                                                | : Moisander |
| AFAS Stadion, Alkmaar 7.160 toeschouwers Scheidsrechter: Nijhuis Tweede Ronde KNVB Beker | Klavan 74' Viergever 76' Maher 84' Wernbloom 86' Moisander 93' Maher 98' Viergever 109' Gudmundsson 115' |                    | '5 Texeira '23 Sparv '52 Burnet '90 Bacuna '97 Sparv '100 Van Loo '103 Keurntjes '120 Ivens | Basisopstelling AZ: Esteban Alvarado; Dirk Marcellis, Niklas Moisander, Ragnar Klavan, Simon Poulsen; Pontus Wernbloom, Rasmus Elm, Adam Maher; Roy Beerens, Johann Berg Gudmundsson, Brett Holman Reserves AZ: Erik Heijblok, Ragnar Klavan, Etiënne Reijnen, Ali Messaoud, Kevin Luckassen, Celso Ortíz, Jozy Altidore Toegepaste Wissels AZ: '62 Simon Poulsen Nick Viergever '68 Brett Holman Ali Messaoud '75 Ali Messaoud Kevin Luckassen |
| Bijzonderheden: - Jeugdexponent Messaoud maakte zijn officiële debuut voor AZ. - Jeugdexponent Luckassen maakte zijn officiële debuut voor AZ. - Benschop verrichtte na afloop van de wedstrijd de loting voor de volgende speelronde. | |                    |                                                                                             | |
| | |                    |                                                                                             | |

#### Derde ronde
|                                                                                           |                                         |                    |                                                   | |
| 27 oktober 2011, 18:45                                                                    | FC Dordrecht                            | 2 - 3 n.v. (2 - 2) | AZ                                                | : Moisander |
| GN Bouw Stadion, Dordrecht 3.287 toeschouwers Scheidsrechter: Vink Derde Ronde KNVB Beker | Ceriel 71' Hulst 74' Beugelsdijk 120+1' |                    | '44 Wernbloom '61 Klavan '97 Maher '120+1 Esteban | Basisopstelling AZ: Esteban Alvarado; Etiënne Reijnen, Niklas Moisander, Ragnar Klavan, Giliano Wijnaldum; Pontus Wernbloom, Nick Viergever, Adam Maher; Roy Beerens, Jozy Altidore, Johann Berg Gudmundsson Reserves AZ: Erik Heijblok, Toine van Huizen, James Holland, Celso Ortiz, Erik Falkenburg, Fernando Lewis, Charlison Benschop Toegepaste Wissels AZ: '45 Roy Beerens Charlison Benschop '65 Jozy Altidore Fernando Lewis '71 Johann Berg Gudmundsson Celso Ortiz |
| Bijzonderheden:                                                                           |                                         |                    |                                                   | |
|                                                                                           |                                         |                    |                                                   | |

#### Achtste finale
| |                          |        |                                                                  | |
| 21 december 2011, 20:45 | Ajax                     | 1 - 0* | AZ                                                               | : Moisander |
| Amsterdam ArenA, Amsterdam 30.000 toeschouwers Scheidsrechter: Nijhuis Achtste finale KNVB Beker | Van der Wiel 8' Enoh 22' |        | '24 Altidore '37 Esteban                                         | Basisopstelling AZ: Esteban Alvarado; Etiënne Reijnen, Niklas Moisander, Nick Viergever, Simon Poulsen; Pontus Wernbloom, Rasmus Elm, Adam Maher; Roy Beerens, Jozy Altidore, Brett Holman Reserves AZ: Erik Heijblok, Ragnar Klavan, Thomas Lam, Celso Ortíz, Erik Falkenburg, Charlison Benschop, Johann Berg Gudmundsson Toegepaste Wissels AZ:                                                                                                 |
| Bijzonderheden: * De wedstrijd werd bij een 1-0 stand voor Ajax na 37 minuten gestaakt nadat een supporter van Ajax het veld opkwam en AZ-keeper Esteban belaagde. Hierop verdedigde Esteban zichzelf en werd hij door arbiter Nijhuis met rood van het veld gestuurd. AZ-coach Verbeek dirigeerde daarop zijn spelers van het veld waardoor de wedstrijd niet meer uitgespeeld kon worden. Op 28 december werd door de KNVB besloten de wedstrijd op 19 januari in zijn geheel en zonder publiek over te spelen.                                                          |                          |        |                                                                  | |
| |                          |        |                                                                  | |
| 19 januari 2012, 14:30 | Ajax                     | 2 - 3  | AZ                                                               | : Moisander |
| Amsterdam ArenA, Amsterdam 22.800 toeschouwers* Scheidsrechter: Van Boekel Achtste finale (replay) KNVB Beker | De Jong 10' De Jong 37'  |        | '24 Martens '32 Benschop '36 Moisander '55 Elm (pen.) '57 Holman | Basisopstelling AZ: Esteban Alvarado; Etiënne Reijnen, Niklas Moisander, Nick Viergever, Simon Poulsen; Rasmus Elm, Adam Maher, Maarten Martens; Roy Beerens, Charlison Benschop, Brett Holman Reserves AZ: Erik Heijblok, Dirk Marcellis, Thomas Lam, Celso Ortíz, Erik Falkenburg, Jozy Altidore, Johann Berg Gudmundsson Toegepaste Wissels AZ: '78 Brett Holman Celso Ortíz '78 Charlison Benschop Jozy Altidore '84 Rasmus Elm Dirk Marcellis |
| Bijzonderheden: * Hoewel de wedstrijd zonder publiek gespeeld moest worden deed Ajax het door AZ gesteunde verzoek om wel vrouwen en kinderen toe te laten. De KNVB honoreerde het verzoek om kinderen toe te laten wel, maar zag af van het toelaten van vrouwen in verband met de wet op gelijke behandeling. Hierdoor konden alsnog ruim 20.000 mensen (per 6 kinderen 1 volwassen begeleider) -gratis- de wedstrijd bezoeken. - Dit was de eerste uitoverwinning bij Ajax van AZ sinds het seizoen 1980/81 en de eerste uitoverwinning bij Ajax in de Amsterdam ArenA. |                          |        |                                                                  | |
| |                          |        |                                                                  | |

#### Kwartfinale
|                                                                                          |                         |       |                               | |
| 1 februari 2012, 20:45                                                                   | AZ                      | 2 - 1 | GVVV                          | : Moisander |
| AFAS Stadion, Alkmaar 9.137 toeschouwers Scheidsrechter: Wegereef Kwartfinale KNVB Beker | Martens 19' Martens 66' |       | '10 Van Meegdenburg '84 Bonke | Basisopstelling AZ: Esteban Alvarado; Dirk Marcellis, Niklas Moisander, Ragnar Klavan, Simon Poulsen; Rasmus Elm, Adam Maher, Maarten Martens; Roy Beerens, Charlison Benschop, Brett Holman Reserves AZ: Erik Heijblok, Etiënne Reijnen, Nick Viergever, Celso Ortíz, Erik Falkenburg, Jozy Altidore, Johann Berg Gudmundsson Toegepaste Wissels AZ: '69 Brett Holman Johann Berg Gudmundsson '73 Simon Poulsen Nick Viergever '77 Charlison Benschop Jozy Altidore |
| Bijzonderheden:                                                                          |                         |       |                               | |
|                                                                                          |                         |       |                               | |

#### Halve finale
|                                                                                            |                                      |                    |                                                                               | |
| 22 maart 2012, 20:45                                                                       | AZ                                   | 2 - 4 n.v. (2 - 2) | Heracles Almelo                                                               | : Moisander |
| AFAS Stadion, Alkmaar 10.669 toeschouwers Scheidsrechter: Liesveld Halve finale KNVB Beker | Maher 20' Gudmundsson 22' Klavan 81' |                    | '7 Everton '47 Armenteros '66 Quansah '110 Bruns '118 Telgenkamp '120 Gouriye | Basisopstelling AZ: Esteban Alvarado; Dirk Marcellis, Niklas Moisander, Nick Viergever, Simon Poulsen; Rasmus Elm, Adam Maher, Maarten Martens; Johann Berg Gudmundsson, Jozy Altidore, Brett Holman Reserves AZ: Erik Heijblok, Etiënne Reijnen, Ragnar Klavan, Celso Ortíz, Erik Falkenburg, Charlison Benschop, Ruud Boymans Toegepaste Wissels AZ: '46 Jozy Altidore Charlison Benschop '80 Rasmus Elm Ragnar Klavan '89 Brett Holman Erik Falkenburg |
| Bijzonderheden: - Haar verving de geschorste Verbeek als coach bij AZ.                     |                                      |                    |                                                                               | |
|                                                                                            |                                      |                    |                                                                               | |

### Europa League

#### Kwalificatie

##### Derde kwalificatieronde
| |                                           |       |                                          | |
| 28 juli 2011, 20:00 | AZ                                        | 2 - 0 | FK Jablonec                              | : Moisander |
| AFAS Stadion, Alkmaar 8.871 toeschouwers Scheidsrechter: Marciniak 3e kwalificatieronde Europa League                    | Boymans 41' Wernbloom 64' Gudmundsson 88' |       | '80 Piták                                | Basisopstelling AZ: Esteban Alvarado; Dirk Marcellis, Niklas Moisander, Nick Viergever, Simon Poulsen; Pontus Wernbloom, Maarten Martens, Rasmus Elm; Charlison Benschop, Ruud Boymans, Brett Holman Reserves AZ: Erik Heijblok, Etiënne Reijnen, Johann Berg Gudmundsson, Adam Maher, Erik Falkenburg, Ragnar Klavan, Celso Ortiz Toegepaste Wissels AZ: '73 Charlison Benschop Johann Berg Gudmundsson '90+1 Ruud Boymans Erik Falkenburg                    |
| Bijzonderheden: - Boymans maakte zijn officiële debuut voor AZ.                                                          |                                           |       |                                          | |
| |                                           |       |                                          | |
| 4 augustus 2011, 20:30                                                                                                   | FK Jablonec                               | 1 - 1 | AZ                                       | : Moisander |
| Chance Arena, Jablonec nad Nisou 4.844 toeschouwers Scheidsrechter: Shvetsov 3e kwalificatieronde (return) Europa League | Kovarik 63' Loucka 80' Tresnak 88'        |       | '17 Viergever '21 Wernbloom '45 Benschop | Basisopstelling AZ: Esteban Alvarado; Dirk Marcellis, Niklas Moisander, Nick Viergever, Simon Poulsen; Pontus Wernbloom, Maarten Martens, Rasmus Elm; Charlison Benschop, Ruud Boymans, Brett Holman Reserves AZ: Erik Heijblok, Etiënne Reijnen, Johann Berg Gudmundsson, Adam Maher, Erik Falkenburg, Ragnar Klavan, Celso Ortiz Toegepaste Wissels AZ: '66 Brett Holman Celso Ortiz '71 Ruud Boymans Johann Berg Gudmundsson '77 Rasmus Elm Erik Falkenburg |
| Bijzonderheden: |                                           |       |                                          | |
| |                                           |       |                                          | |

##### Play-offronde
| |                                                                                    |       |                                                                | |
| 18 augustus 2011, 19:00                                                                              | Aalesunds FK                                                                       | 2 - 1 | AZ                                                             | : Moisander |
| Color Line Stadion, Ålesund 5.646 toeschouwers Scheidsrechter: Studer Play-offronde Europa League    | Barrantes (pen.) 14' Morrison 51' Barrantes 74'                                    |       | '13 Moisander '30 Martens '87 Benschop                         | Basisopstelling AZ: Esteban Alvarado; Dirk Marcellis, Nick Viergever, Niklas Moisander, Simon Poulsen; Rasmus Elm, Maarten Martens, Pontus Wernbloom; Johann Berg Gudmundsson, Brett Holman, Charlison Benschop Reserves AZ: Erik Heijblok, Etiënne Reijnen, Ragnar Klavan, Erik Falkenburg, Adam Maher, Celso Ortiz, Jozy Altidore Toegepaste Wissels AZ: '69 Maarten Martens Erik Falkenburg '76 Brett Holman Jozy Altidore                               |
| Bijzonderheden:                                                                                      |                                                                                    |       |                                                                | |
| |                                                                                    |       |                                                                | |
| 25 augustus 2011, 20:45                                                                              | AZ                                                                                 | 6 - 0 | Aalesunds FK                                                   | : Moisander |
| AFAS Stadion, Alkmaar 11.814 toeschouwers Scheidsrechter: Kelly Play-offronde (return) Europa League | Wernbloom 7' Altidore 24' Martens 54' Altidore 59' Holman 68' Moisander (pen.) 90' |       | '19 Okoronkwo '57 Barrantes '59 Jaager '62 Philips '72 Jalasto | Basisopstelling AZ: Esteban Alvarado; Dirk Marcellis, Nick Viergever, Niklas Moisander, Simon Poulsen; Rasmus Elm, Maarten Martens, Pontus Wernbloom; Roy Beerens, Brett Holman, Jozy Altidore Reserves AZ: Erik Heijblok, Etiënne Reijnen, Ragnar Klavan, Erik Falkenburg, Adam Maher, Johann Berg Gudmundsson, Charlison Benschop Toegepaste Wissels AZ: '57 Maarten Martens Adam Maher '63 Jozy Altidore Charlison Benschop '66 Rasmus Elm Ragnar Klavan |
| Bijzonderheden:                                                                                      |                                                                                    |       |                                                                | |
| |                                                                                    |       |                                                                | |

#### Groepsfase
| |                                                                                           |       |                                                             | |
| 15 september 2011, 21:05 | AZ                                                                                        | 4 - 1 | Malmö FF                                                    | : Moisander, Elm |
| AFAS Stadion, Alkmaar 11.905 toeschouwers Scheidsrechter: Bebek Groepsfase Europa League                                            | Altidore 21' Elm (pen.) 33' Beerens 35' Maher 39' Holman 49' Reijnen 71' Esteban 75'      |       | '16 Pekalski '31 Ricardinho '72 Larsson (pen.)              | Basisopstelling AZ: Esteban Alvarado; Dirk Marcellis, Niklas Moisander, Nick Viergever, Simon Poulsen; Pontus Wernbloom, Rasmus Elm, Adam Maher; Roy Beerens, Jozy Altidore, Brett Holman Reserves AZ: Erik Heijblok, Ragnar Klavan, Etiënne Reijnen, Johann Berg Gudmundsson, Charlison Benschop, Ali Messaoud, Celso Ortíz Toegepaste Wissels AZ: '62 Roy Beerens Johann Berg Gudmundsson '65 Simon Poulsen Ragnar Klavan '70 Niklas Moisander Etiënne Reijnen   |
| Bijzonderheden: - Holman scoorde het honderdste thuisdoelpunt van AZ in Europees verband.                                           |                                                                                           |       |                                                             | |
| |                                                                                           |       |                                                             | |
| 29 september 2011, 19:00 | Metalist Charkov                                                                          | 1 - 1 | AZ                                                          | : Moisander |
| Metaliststadion, Charkov 34.000 toeschouwers Scheidsrechter: Borski Groepsfase Europa League                                        | Torres 39' Papa 60' Taison 76' Taison 90+2'                                               |       | '26 Altidore '28 Altidore '44 Wernbloom '59 Poulsen '62 Elm | Basisopstelling AZ: Esteban Alvarado; Dirk Marcellis, Niklas Moisander, Ragnar Klavan, Simon Poulsen; Pontus Wernbloom, Rasmus Elm, Adam Maher; Roy Beerens, Jozy Altidore, Johann Berg Gudmundsson Reserves AZ: Erik Heijblok, Nick Viergever, Etiënne Reijnen, James Holland, Celso Ortíz, Charlison Benschop, Kevin Luckassen Toegepaste Wissels AZ: '77 Rasmus Elm Nick Viergever '78 Johann Berg Gudmundsson Celso Ortíz '81 Jozy Altidore Charlison Benschop |
| Bijzonderheden: |                                                                                           |       |                                                             | |
| |                                                                                           |       |                                                             | |
| 20 oktober 2011, 19:00 | AZ                                                                                        | 2 - 2 | Austria Wien                                                | : Moisander, Elm |
| AFAS Stadion, Alkmaar 15.321 toeschouwers Scheidsrechter: Tudor Groepsfase Europa League                                            | Moisander 13' Wernbloom 42' Hlinka (e.d.) 80' Wernbloom 83' Moisander 90+2' Poulsen 90+3' |       | '18 Marcellis (e.d.) '29 Gorgon                             | Basisopstelling AZ: Esteban Alvarado; Dirk Marcellis, Niklas Moisander, Ragnar Klavan, Simon Poulsen; Pontus Wernbloom, Rasmus Elm, Adam Maher; Roy Beerens, Charlison Benschop, Johann Berg Gudmundsson Reserves AZ: Erik Heijblok, Nick Viergever, Etiënne Reijnen, Celso Ortíz, James Holland, Jozy Altidore, Fernando Lewis Toegepaste Wissels AZ: '69 Roy Beerens Fernando Lewis '73 Adam Maher Jozy Altidore '80 Johann Berg Gudmundsson Celso Ortíz         |
| Bijzonderheden: - Jeugdexponent Lewis maakte zijn officiële debuut voor AZ. - Afscheid van Didulica bij aanvang van deze wedstrijd. |                                                                                           |       |                                                             | |
| |                                                                                           |       |                                                             | |
| 3 november 2011, 21:05 | Austria Wien                                                                              | 2 - 2 | AZ                                                          | : Elm |
| Franz-Horr-Stadion, Wenen 10.500 toeschouwers Scheidsrechter: Chapron Groepsfase Europa League                                      | Ortlechner 58' Barazite 61' Junuzovic 63' Mader 73'                                       |       | '19 Elm (pen.) '44 Wernbloom '52 Viergever '69 Wernbloom    | Basisopstelling AZ: Esteban Alvarado; Etiënne Reijnen, Nick Viergever, Ragnar Klavan, Simon Poulsen; Pontus Wernbloom, Rasmus Elm, Adam Maher; Roy Beerens, Jozy Altidore, Brett Holman Reserves AZ: Erik Heijblok, Giliano Wijnaldum, Thomas Lam, Erik Falkenburg, Celso Ortíz, Johann Berg Gudmundsson, Charlison Benschop Toegepaste Wissels AZ: '68 Brett Holman Celso Ortíz '87 Jozy Altidore Charlison Benschop                                              |
| Bijzonderheden: - Holman speelde zijn honderdste officiële wedstrijd in dienst van AZ.                                              |                                                                                           |       |                                                             | |
| |                                                                                           |       |                                                             | |
| 30 november 2011, 19:00 | Malmö FF                                                                                  | 0 - 0 | AZ                                                          | : Elm |
| Swedbank Stadion, Malmö 7.623 toeschouwers Scheidsrechter: Courtney Groepsfase Europa League                                        | Durmaz 75' Figueiredo 75'                                                                 |       |                                                             | Basisopstelling AZ: Esteban Alvarado; Etiënne Reijnen, Nick Viergever, Ragnar Klavan, Simon Poulsen; Erik Falkenburg, Rasmus Elm, Adam Maher; Roy Beerens, Jozy Altidore, Brett Holman Reserves AZ: Erik Heijblok, Giliano Wijnaldum, Thomas Lam, Ali Messaoud, Celso Ortíz, Johann Berg Gudmundsson, Charlison Benschop Toegepaste Wissels AZ: '23 Roy Beerens Charlison Benschop '67 Brett Holman Johann Berg Gudmundsson '74 Erik Falkenburg Celso Ortíz        |
| Bijzonderheden: |                                                                                           |       |                                                             | |
| |                                                                                           |       |                                                             | |
| 15 december 2011, 21:05 | AZ                                                                                        | 1 - 1 | Metalist Charkov                                            | : Moisander |
| AFAS Stadion, Alkmaar 13.268 toeschouwers Scheidsrechter: Gómez Groepsfase Europa League                                            | Maher 37' Gudmundsson 52'                                                                 |       | '36 Devic '47 Torsiglieri '54 Shelayev '63 Blanco           | Basisopstelling AZ: Esteban Alvarado; Etiënne Reijnen, Niklas Moisander, Nick Viergever, Simon Poulsen; Pontus Wernbloom, Rasmus Elm, Adam Maher; Roy Beerens, Jozy Altidore, Johann Berg Gudmundsson Reserves AZ: Erik Heijblok, Ragnar Klavan, Thomas Lam, Celso Ortíz, Erik Falkenburg, Charlison Benschop, Brett Holman Toegepaste Wissels AZ: '59 Johann Berg Gudmundsson Brett Holman                                                                        |
| Bijzonderheden: - Door dit gelijke spel overwinterde AZ voor het eerst sinds seizoen 2006/07 in een Europees toernooi.              |                                                                                           |       |                                                             | |
| |                                                                                           |       |                                                             | |

##### Eindstand Groep G
| #  | Club             | GS | W | G | V | DV | DT | DS  | P  |
| -- | ---------------- | -- | - | - | - | -- | -- | --- | -- |
| 1. | Metalist Charkov | 6  | 4 | 2 | 0 | 15 | 6  | +9  | 14 |
| 2. | AZ               | 6  | 1 | 5 | 0 | 10 | 7  | +3  | 8  |
| 3. | FK Austria Wien  | 6  | 2 | 2 | 2 | 10 | 11 | −1  | 8  |
| 4. | Malmö FF         | 6  | 0 | 1 | 5 | 4  | 15 | −11 | 1  |

- De nummers 1 en 2 kwalificeren zich voor de knock-outfase van de UEFA Europa League.

#### Knock-outfase

##### Laatste 32
| |                                                    |       |                                                     | |
| 16 februari 2012, 19:00 | AZ                                                 | 1 - 0 | RSC Anderlecht                                      | : Moisander |
| AFAS Stadion, Alkmaar 13.744 toeschouwers Scheidsrechter: Meyer Laatste 32 Europa League | Maher 35' Marcellis 80' Gudmundsson 89'            |       | '84 Suárez '89 Mbokani                              | Basisopstelling AZ: Esteban Alvarado; Dirk Marcellis, Niklas Moisander, Nick Viergever, Simon Poulsen; Rasmus Elm, Adam Maher, Maarten Martens; Roy Beerens, Charlison Benschop, Brett Holman Reserves AZ: Erik Heijblok, Etiënne Reijnen, Ragnar Klavan, Celso Ortíz, Erik Falkenburg, Jozy Altidore, Johann Berg Gudmundsson Toegepaste Wissels AZ: '76 Charlison Benschop Jozy Altidore '78 Brett Holman Johann Berg Gudmundsson                               |
| Bijzonderheden: |                                                    |       |                                                     | |
| |                                                    |       |                                                     | |
| 23 februari 2012, 21:05 | RSC Anderlecht                                     | 0 - 1 | AZ                                                  | : Moisander |
| Constant Vanden Stockstadion, Anderlecht 26.000 toeschouwers Scheidsrechter: Proença Laatste 32 (return) Europa League | Kljestan 54' Juhász 59' Mbokani 70' Wasilewski 78' |       | '33 Marcellis '53 Martens '54 Martens '84 Moisander | Basisopstelling AZ: Esteban Alvarado; Dirk Marcellis, Niklas Moisander, Nick Viergever, Simon Poulsen; Rasmus Elm, Adam Maher, Maarten Martens; Roy Beerens, Charlison Benschop, Brett Holman Reserves AZ: Erik Heijblok, Etiënne Reijnen, Ragnar Klavan, Celso Ortíz, Erik Falkenburg, Jozy Altidore, Johann Berg Gudmundsson Toegepaste Wissels AZ: '44 Charlison Benschop Jozy Altidore '55 Dirk Marcellis Etiënne Reijnen '75 Maarten Martens Erik Falkenburg |
| Bijzonderheden: - Het was voor het eerst sinds 20 september 2007 dat AZ een Europese uitwedstrijd winnend afsloot. Toen werd in de eerste ronde van de UEFA Cup FC Paços de Ferreira uit Portugal met dezelfde cijfers verslagen. Sindsdien bleef AZ 15 Europese uitwedstrijden op rij verstoken van een overwinning. |                                                    |       |                                                     | |
| |                                                    |       |                                                     | |

##### Achtste finale
| |                                                                                     |       |                                                            | |
| 8 maart 2012, 21:05                                                                                 | AZ                                                                                  | 2 - 0 | Udinese Calcio                                             | : Moisander |
| AFAS Stadion, Alkmaar 12.579 toeschouwers Scheidsrechter: Borbalan Achtste finale Europa League     | Martens 63' Elm 75' Falkenburg 84'                                                  |       | '57 Domizzi '84 Pazienza '90+1 Danilo                      | Basisopstelling AZ: Esteban Alvarado; Dirk Marcellis, Niklas Moisander, Nick Viergever, Simon Poulsen; Rasmus Elm, Adam Maher, Maarten Martens; Roy Beerens, Jozy altidore, Brett Holman Reserves AZ: Erik Heijblok, Etiënne Reijnen, Ragnar Klavan, Celso Ortíz, Erik Falkenburg, Ruud Boymans, Johann Berg Gudmundsson Toegepaste Wissels AZ: '74 Roy Beerens Johann Berg Gudmundsson '78 Maarten Martens Erik Falkenburg '86 Brett Holman Celso Ortíz |
| Bijzonderheden: - Elm speelde zijn honderdste officiële wedstrijd in dienst van AZ.                 |                                                                                     |       |                                                            | |
| |                                                                                     |       |                                                            | |
| 15 maart 2012, 19:00                                                                                | Udinese Calcio                                                                      | 2 - 1 | AZ                                                         | : Moisander |
| Stadio Friuli, Udine 9.500 toeschouwers Scheidsrechter: Mažić Achtste finale (return) Europa League | Di Natale (pen.) 3' Di Natale 15' Pasquale 39' Domizzi 63' Pazienza 74' Pinzi 90+3' |       | '2 Viergever '31 Falkenburg '55 Altidore '64 Elm '65 Maher | Basisopstelling AZ: Esteban Alvarado; Dirk Marcellis, Niklas Moisander, Nick Viergever, Simon Poulsen; Rasmus Elm, Adam Maher, Erik Falkenburg; Roy Beerens, Jozy altidore, Brett Holman Reserves AZ: Erik Heijblok, Etiënne Reijnen, Ragnar Klavan, Celso Ortíz, Ali Messaoud, Ruud Boymans, Johann Berg Gudmundsson Toegepaste Wissels AZ: '11 Roy Beerens Ragnar Klavan '77 Brett Holman Johann Berg Gudmundsson '83 Erik Falkenburg Celso Ortíz      |
| Bijzonderheden:                                                                                     |                                                                                     |       |                                                            | |
| |                                                                                     |       |                                                            | |

##### Kwartfinale
| |                                                                |       |                                     | |
| 29 maart 2012, 21:05                                                                                       | AZ                                                             | 2 - 1 | Valencia CF                         | : Moisander |
| AFAS Stadion, Alkmaar 16.100 toeschouwers Scheidsrechter: Atkinson Kwartfinale Europa League               | Holman 45+1' Martens 79' Maher 87'                             |       | '51 Topal '63 Barragán '88 Dealbert | Basisopstelling AZ: Esteban Alvarado; Dirk Marcellis, Niklas Moisander, Ragnar Klavan, Simon Poulsen; Rasmus Elm, Adam Maher, Maarten Martens; Johann Berg Gudmundsson, Jozy Altidore, Brett Holman Reserves AZ: Erik Heijblok, Mattias Johansson, Giliano Wijnaldum, Thomas Lam, Erik Falkenburg, Ruud Boymans, Charlison Benschop Toegepaste Wissels AZ: '77 Jozy Altidore Charlison Benschop                                                                      |
| Bijzonderheden:                                                                                            |                                                                |       |                                     | |
| |                                                                |       |                                     | |
| 5 april 2012, 21:05                                                                                        | Valencia CF                                                    | 4 - 0 | AZ                                  | : Moisander |
| Estadio Mestalla, Valencia 34.500 toeschouwers Scheidsrechter: Královec Kwartfinale (return) Europa League | Costa 4' Rami 15' Rami 17' Alba 56' Barragán 74' Hernández 80' |       |                                     | Basisopstelling AZ: Esteban Alvarado; Dirk Marcellis, Niklas Moisander, Nick Viergever, Simon Poulsen; Rasmus Elm, Adam Maher, Maarten Martens; Roy Beerens, Jozy Altidore, Brett Holman Reserves AZ: Erik Heijblok, Mattias Johansson, Ragnar Klavan, Thomas Lam, Erik Falkenburg, Johann Berg Gudmundsson, Charlison Benschop Toegepaste Wissels AZ: '46 Brett Holman Johann Berg Gudmundsson '68 Jozy Altidore Charlison Benschop '79 Roy Beerens Erik Falkenburg |
| Bijzonderheden: - Deze 4-0 nederlaag was voor AZ de grootste ooit in Europees verband.                     |                                                                |       |                                     | |
| |                                                                |       |                                     | |

### Statistieken
|              | Eredivisie | KNVB beker | UEFA Europa League | Totaal |
| ------------ | ---------- | ---------- | ------------------ | ------ |
| Wedstrijden  | 34         | 5          | 16                 | 55     |
| Gewonnen     | 19         | 4          | 7                  | 30     |
| Gelijk       | 8          | 0          | 6                  | 14     |
| Verloren     | 7          | 1          | 3                  | 11     |
| Thuis        | 17         | 3          | 8                  | 28     |
| Uit          | 17         | 2          | 8                  | 27     |
| Gele kaarten | 45         | 8          | 26                 | 79     |
| G/R kaarten  | 2          | 0          | 1                  | 3      |
| Rode kaarten | 2          | 0          | 1                  | 3      |
| voor         | 64         | 14         | 27                 | 105    |
| tegen        | 35         | 11         | 17                 | 63     |
| Doelsaldo    | 29         | 3          | 10                 | 42     |
| ‘De Nul’     | 15         | 0          | 6                  | 21     |

## Individuele statistieken

### Doelpunten
| Speler                  | Eredivisie | KNVB Beker | UEFA EL | Totaal | Vrds. |
| ----------------------- | ---------- | ---------- | ------- | ------ | ----- |
| Jozy Altidore           | 15         |            | 4       | 19     |       |
| Rasmus Elm              | 10         | 1          | 2       | 13     | 4     |
| Maarten Martens         | 4          | 3          | 5       | 12     | 5     |
| Adam Maher              | 5          | 3          | 3       | 11     | 1     |
| Brett Holman            | 5          |            | 3       | 8      | 6     |
| Charlison Benschop      | 5          | 1          | 1       | 7      | 2     |
| Pontus Wernbloom        | 2          | 1          | 4       | 7      | 1     |
| Johann Berg Gudmundsson | 3          | 2          | 1       | 6      | 1     |
| Erik Falkenburg         | 3          |            | 2       | 5      | 5     |
| Simon Poulsen           | 4          |            |         | 4      |       |
| Nick Viergever          | 2          | 1          |         | 3      | 1     |
| Niklas Moisander        | 1          | 1          | 1       | 3      | 1     |
| Roy Beerens             | 3          |            |         | 3      | 1     |
| Ruud Boymans            | 1          |            |         | 1      | 5     |
| Ragnar Klavan           |            | 1          |         | 1      |       |
| Ali Messaoud            |            |            |         |        | 6     |
| Etiënne Reijnen         |            |            |         |        | 3     |
| Kevin Luckassen         |            |            |         |        | 2     |
| Celso Ortíz             |            |            |         |        | 1     |
| Edwin Gyasi             |            |            |         |        | 1     |

ADO Den Haag ·
Ajax ·
AZ ·
Excelsior ·
Feyenoord ·
De Graafschap ·
FC Groningen ·
sc Heerenveen ·
Heracles Almelo ·
NAC Breda ·
N.E.C. ·
PSV ·
RKC Waalwijk ·
Roda JC Kerkrade ·
FC Twente ·
FC Utrecht ·
Vitesse ·
VVV-Venlo